# NISSAN あ、安部礼司 〜 beyond the average 〜
『NISSAN あ、安部礼司 〜 BEYOND THE AVERAGE 〜』（にっさん あ、あべれいじ ビヨンド・ザ・アベレージ）は、TOKYO FMで放送されているラジオドラマ番組である。

## 概要
TOKYO FM制作・JFN系38局ネット。放送時間は毎週日曜日：17:00 - 17:55。サブタイトルのbeyond the averageのtheは文法上本来ザとは読まないが、当番組においてはザとされている。
日産自動車の一社提供で、同時間枠前番組の『松任谷由実 For Your Departure』あるいは実質的な前身である日産一社提供番組の『SHIHOのNISSANナチュラル・パレット』のようなトーク&ミュージックの路線とは大きく変わり、30歳代（番組内では「ナイスサーティーズ」と称している）をターゲットにした、1970年代から1990年代のポップス（番組的には「今さらツボな選曲」や「今ツボ」と称している）を交えて展開されるラジオドラマとなっていた。
番組の舞台は、東京・神田神保町にある中堅企業「大日本ジェネラル」で、ここに勤務する平均的男性社員・安部礼司の会社内外でのストーリーを中心に展開される。
ドラマは会社よろしく年度替わりである4月をスタートとする1年度単位を1シーズンとしており、2025年度でシーズン20である。
かつては安部が一週間の出来事を語る内容となっており、番組の最後に安部が自宅でブログを更新するシーンで締めるのが通例であった（なお、このブログにて重大発表が行われる場合があった）。ブログを締めた後の安部と刈谷の電話シーンやさまざまなメンバー間へのムチャ振り（特に多いのは姫川とアンジュ）はアドリブ。現在はブログ更新の代わりに安部が優と過ごす様子を描写している。その流れからのやり取りや安部・優とほかのメンバーのやり取りではムチャ振り・アドリブが含まれ、適度にフリーなやり取りが行われる。
公式ページには、各シーズンのサブタイトル・あらすじ・次回予告等がまとめられている。1st及びシーズン7は飯野の台詞（「先輩、」で始まる）が、2ndシーズンとシーズン11は刈谷の台詞（2ndシーズンは「え? 安部くん、」で始まる。シーズン11は「あ～っはっは！」で始まり「ドS！」で終わる）が、3rdシーズンとシーズン8は大場の台詞（「おい、安部礼司!」で始まる）が、シーズン4はナレーター五十嵐明の台詞が、シーズン5とシーズン10は安部礼司の台詞（「あ、」または「え、」で始まる）が、シーズン6は安部の妻である優の台詞（「ねえ、安部くん〜」で始まる）が、シーズン9は安部の息子である永太の台詞（「パパ、」で始まる）がサブタイトルとなっている。ただし特別編などの場合はこの限りではない。
また、番組冒頭の番組紹介ナレーションがシーズン5までは「極めて平均的なナイスサーティーズ」であったが、シーズン6からは当年中に40歳を迎える安部に合わせ「ごくごく普通な昭和生まれのナイスサラリーマン」に変更。
シーズン13に突入してすぐの2018年4月29日の第629回「安部礼司の、なんだか「ヘン」な一週間！」で番組のリニューアルが告知され、同年5月6日から神保町の街、大日本ジェネラル社内、安部家のエピソードの3本立てで構成するオムニバス形式へリニューアルされ、1990年代から2000年代頃の曲中心の選曲と変化があり、2019年5月から「オートリバース形式」と称した2本立て構成へ再リニューアルされ新コーナー「令和の泉」が設けられた。
しかし、シーズン15となった2020年4月以降からは、1話完結のエピソード、イマツボの選曲とリニューアル以前の構成に回帰している。ただし、2021年現在、選曲に関しては2010年代、2020年代の曲も多くかかっている。安部の上司・大場のコーナーとして不定期に「大人の電話相談室」を開催する。同局の長寿番組『JET STREAM』のテーマ曲『ミスター・ロンリー』が流れ、大場と相方（大場が好意を寄せる女性が多いが、五十嵐や権藤などが務めることもある）が進行をする。前説で大場が調子のいいことを言おうとすると電話がかかり、相方が受ける。相談者は番組の出演者（中身の人ではなく、その役としての出演）で、大場と相方が答える。スピンオフとして皐月、つら美の「ネガティブ相談室」、アンジュ、夏都の「ポジティブ相談室」が開催されたこともある。
登場人物、およびゲストキャラクターの関係で、ある程度『機動戦士ガンダム』の要素と影響を受けているラジオドラマでもある。

## 登場人物
- 表記は「人物名：声の出演者」となる。
- 愛車は全て日産の車種。

### 安部家
安部 礼司（あべ れいじ）：小林タカ鹿
本作の主人公。1971年10月10日生まれ、血液型A型。
名前の由来は平均・普通を意味する「アベレージ（average）」の洒落。ごくごく平均的なサラリーマン。
お調子者だが、非常に優柔不断でお人好し。そのために貧乏くじを引かされることが多いものの、そのお人好しが故に周囲の人々から慕われている。一方で自らの信念も強く持ち、その想いや行動が相手を動かし、仕事面で発揮されることもしばしば。好きな女性を追って、その女性が住む街へ行くという、時として驚くような行動力を見せることがある。
失敗した時などに「あたっ」と言うのが口癖。
人の話をよく聞かない母親と、無口で影が薄い父親が健在。先祖は武士であり、お盆にはその一人である“安部普通衛門（あべ・ふつえもん）”が現れた。
運転免許は持っているが、今まで自分の車を持っておらず、遠出をする際は会社の同僚の飯野や妻の優の運転する車に乗せてもらっていたり、レンタカー（マーチの場合が多い）を使ったりしていた。しかし、N-LINKで自分の車を投票で決める企画が行われた結果、キューブに決定し、その後には自身の車で出掛けるという回も存在する。
携帯電話の着信音はBOØWYの「Marionette -マリオネット-」（4和音）だが、自作のために最後の音が高くなってしまっている。この着信音をやめたくないためにガラパゴス携帯を使い続けていたが、2014年にスマートフォンに機種変更した際に刈谷の協力で着信音は変わっていない。
第30回で「同期は11人」と語っていたがシーズンを重ねていくごとに同期の人数が増加している。
初期の頃はなぜかいろいろな人物から韓国好きだと勘違いされていた。
かつて自身の部屋には優が旧営業十課のあったビルで見つけた猫の「ニャー司」が同居中だったが、永太の育児が落ち着くまでは飯野に預けていた。
しかし長女の蘭が産まれ成長した今でもニャー司は飯野に預けられたままでいる。
iPodには「今さらツボなセレクション」と題された懐かしい楽曲が2万曲近くも入っていたが、Apple Musicを始めたためすべて消去された。
2015年2月に今までの愛車キューブを手放しセレナに乗り換えたが、2018年に再び新型セレナ（e-POWER）に乗り換えた。
主人公であるが、全く登場しない回も複数存在する。
最近は加齢のせいか、横文字が理解し難く忘れぽく、糖質取りすぎる悩みもあり、また某ホームアニメの最年長男性に年齢が近づいたことを実感している。
後輩の中では飯野を溺愛していて、飯野が妻の故郷である熊本に引っ越す話を聞いて猛反対、飯野はそれを聞いて（さとみの説得もあり）熊本行きをやめた。
学生時代はアルバイトをしていたが、部活動はほとんどしなかったという。
虹花と外回り先で出会い、お昼一緒にの流れであったが、電子マネーしか持っていないという虹花におごると言った。だが、虹花の同期であるマジカ、大二郎が合流してしまい、「3人におごるのは無理」と電話が来たふりをして逃げた。五十嵐社長相手の接待カラオケでは尾崎豊の「15の夜」を歌う。
くじ運はあまりよくない方で、毎年恒例で購入する福袋は決まって「肌色の下着類」が当たってしまうので、優には「毎年スカなんだから、福袋買うのはやめてほしい」と言われる。
安部普通衛門（あべ ふつえもん）
毎年、お盆の季節になるとキュウリに乗って安部家、大日本ジェネラルに表れ、ナスに乗って帰泉する、礼司の先祖。2023年のお盆では、礼司のピンチに安部の先祖たちを「安部ンジャーズ」として招集。静岡への帰省を終えた礼司、優、蘭（永太はサッカー合宿のため参加できず）であったが、渋滞でイライラしていたのを見かねて、伊良衛門（声 - 市川勉）は令和のスーツ姿で海老名サービスエリアで行列にイライラする姿を見せることで、礼司のイライラをやわらげて無事に永太の土産であるメロンパンを購入させた。万年コミュニケーション欠乏症な無口之介（声 - 増田晋）はごく普通なおじさん、ほかの先祖（声 - 小林タカ鹿、市川訓睦）もおばさん・子供に変身、レストランで優と蘭がだんらんを楽しんでいるのに礼司がスマホしているのを模擬コントして諫める。礼司は蘭との語り合いに転換しようとするが、自分本位の話になりそうで優が雷状態となり礼司と安部ンジャーズは困惑、だが蘭にフォローされて解決。
スッキリーマン
2022年度末、神保町に突如として現れたポストにお悩み相談の手紙を出すと、アジトへの案内状が届き、クライアントが訪問すると、青空色の前身タイツに仮面の男が応対（ただし、彼が採用したクライアントのみ案内状が贈られるという）。その正体は安部本人であることは3月5日放送分の終盤で明るみになった。
安部 優（あべ ゆう）（旧姓：倉橋）：罍 陽子
1981年8月31日生まれ。血液型B型。美人でグラマーなスタイルのキラキラ系OL。自称「神保町のエビちゃん」。
名前の由来は道路などの通りを意味する「アベニュー(Avenue)」と「安部に優」の洒落。
旧姓の由来は安部 礼司との衝突を意味する「クラッシュ(crash)」と「倉橋優」の洒落。
信条は「自分磨き&自分癒し」。
ハキハキとした物の言い方の姉御肌で、あまり弱音や弱い部分を見せない。コンテンツ・ビジネス部解散の後、自ら進んで安部達と行動を共にするなど芯の強いところがある。結婚・出産を経て妻になり母になってからは、以前と比べて幾分落ち着いた雰囲気になり、周りの人への口調も優しい語り口へと変化している。社内結婚のためか、結婚してからも安部礼司を「安部君」と呼ぶ。
なお、夫の安部礼司とはいわゆる「できちゃった結婚」。
現在も兼業主婦として大日本ジェネラルの営業部に所属している。
実家は目白の資産家であり、祖父は経済界と繋がりのある大物らしいが、詳細は不明。刈谷の勤めるIT会社の社長である赤井彗星（声 - 池田秀一）という名の兄がおり、彗星には「クラハーシア」と呼ばれている。兄のモデルの関係上、彼女のモデルは『機動戦士ガンダム』の「セイラ・マス（アルティシア・ソム・ダイクン）」である。母親はアフリカで井戸を掘る活動を行うNGOを主宰し自らも現地へ赴くため、日本を離れていることが多い。
愛車はオッティだったが、引越を機に父親に譲った。特技はオッティの替え歌を作ること。
愛読雑誌は『CanCam』『AneCan』『からだにいいこと』。
携帯の着信音は倖田來未の「恋のつぼみ」→Kaoru Amaneの「タイヨウのうた」→Mr.Childrenの「しるし」→安室奈美恵の「Baby Don't Cry」→KOH+の「KISSして」→SMAPの「そのまま」→宇多田ヒカルの「Prisoner Of Love」→Mr.Childrenの「HANABI」→DREAMS COME TRUE feat.FUZZY CONTROLの「その先へ」→aikoの「戻れない明日」（全てドラマの主題歌、もしくは挿入歌である）。
おせっかいが「趣味」らしく、夫婦で湘南デート中に夫が虹花に相談されたのを知り、「少し甘えさせて」と珍しく泣き言を言い、安部とスキンシップするが、しばらくして権藤が予約した「鎌倉山」（ローストビーフの店）をキャンセルして、「虹花ちゃんのところへ行くよ」と安部の背中を押して、由比ガ浜へ。
飯野に頼まれて安部とデュエットソングを歌うことになり、「男と女のラブゲーム」「ロンリー・チャップリン」などを歌った。飯野に「イケオジになりたい」と相談され、「顔よりも言葉が大切」と答える。その一方で「パパはイケオジにほど遠い」と嘆く。大二郎が大喜利コーナーで捨てぜりふを吐いて逃げ去るのがかわいいという。
永太を受験勉強の気分転換に（夫、蘭とともに）ボウリング場へ誘い、虹花・大二郎と出会うが、くじ引きでは夫と組んでしまい、きわめて無難で普通なペアとなった。
安部 永太（あべ えいた）：沢口千恵（乳児期）　榎本泰貴（幼少期）　宮本奈津美（シーズン13～） 大友至恩（シーズン19～）
2008年10月10日生まれ。
名前の由来は飛行操縦士を意味する「アビエイター」。安部礼司・優夫妻の長男。
息子の名前決めに行き詰まっていた父・礼司は沖縄旅行の末に「太く永く生きるように、永福町の『永』に『太』いで『永太』」と想いを込めて名付けた。
最初にしゃべった言葉は父・礼司の口癖である「あた」。
好きな食べ物は「いかの塩辛」。
「～でござる」といった侍言葉を好んで話していたが、リニューアル後は年相応の少年の出で立ちとなっている。
シーズン16では中学生に成長し、反抗期なところを見せるようになる。
中3受験中の2024年正月、蘭の願いが一時的にかないイケメン、イケボになって「少し息抜きするか」と天照大御神の天岩戸の如く出てきて、家族で（車で10分以内の距離ではあるが）近所のボウリング場へ。虹花、大二郎と出会い、くじ引きでイケメンな彼と組んだ虹花のウキウキぶりに嫉妬する大二郎に「八百長勝負」を申し込まれる。勝負を引き受けた彼であったが、受験中でストレス状態であったことと「真剣勝負のほうが（大二郎さんのことを）虹花さんは喜ぶだろう」と思い、むきになってしまい勝利。
2024年3月31日時点で、高校進学が内定。シーズン19で高校生となる。
安部 蘭（あべ らん）：冨岡美沙子（乳児期※心の声）　渡辺弥咲（シーズン13～）
2014年12月1日生まれ。
名前の由来は迷走を意味する「アベラント(aberrant)」の洒落。
安部礼司・優夫妻の長女。おしゃまな性格は母譲り。
保育園に通っていたが、シーズン16で小学校に進学。子供ながらSDGsに関心が深い。
受験でイラつく兄をイケメン、イケボにしてほしいと初もうででお願いし、一時的に願いをかなえてもらった。気分転換に家族でボウリング場へ遊びに行くが、くじ引きで（偶然にも虹花と一緒に来ていた）大二郎と組まされ、その上に兄が元に戻ってしまったのには落胆する。

### 大日本ジェネラルの人々
開発本部・主要人物
大場 嘉門（おおば かもん）：増田晋
安部の上司で開発本部部長（2009年3月まではコンテンツビジネス部部長）。長野県出身。血液型はB型。1959年7月7日生まれ。自称「神保町の種馬」、「アザラシ部長」。
名前の由来は「大バカモン」で、彼の口癖でもある。
バブル世代なだけあって、周囲には美食家として知られており、愛読書は『東京カレンダー』と『大人の隠れ家』。また、『LEON』も愛読していることから、いわゆるちょい不良オヤジだが、その反面、熟年離婚の危機も感じている。
家族は妻・カヨ（声 - 野沢雅子）と息子・まなぶ、娘・ケイコ（声 - 伊藤修子）の4人家族。他に、見た目と声がそっくりなタクシー運転手の弟がいる。
趣味は自分の経験を元にした官能小説の執筆（ペンネームは「ピエール大場」）。
携帯電話の着信音はサザンオールスターズの「いとしのエリー」。愛車はエルグランド。
飯野とする予定である由比ガ浜の案件では、飯野が半平太の一件ですぐに由比ガ浜に行けずに虹花に安部の後で相談されたため、由比ガ浜へかけつける。
不定期に送る「大人の電話相談室」のMC（相棒は毎回変わる）を務めるほか、2022年9月だけドクターストップ中の五十嵐に代わって、ナレーションをしていた（彼がいない回は別の人が担当）。
また、10月から雌犬を飼い始めて「新たな恋人」としている。彼の影響でつら美は豆苗を飼育し始めた（のちに旺次郎と一緒に炒め物にして食べている）。
飯野が最近、五十嵐会社との取引で新キャラクターをつくることにやる気を出しすぎて、企画で変なキャラクターを発案されるのに困惑。スッキリーマンに相談したところ、勇子を誘導して、飯野のプランを撤収させた。新人時代にミスした安部に「ネアカ、のびのび、へこたれず」の言葉をプレゼント（だけど、この言葉は彼のオリジナルではなく、三井物産会長・八尋俊邦の著書「ネアカ経営論」、大学時代の剣道部の恩師の言葉リレーであった）。
神保町のとあるバーで知り合った女性、梅が丘ミドリを2023年ゴールデンウィークにデートにドライブデートに誘う（大場の小説の主人公、鈴川佐代湖に似ているかららしい）だが、帰りがけにミドリが「家に子供が5人いるシンママです」と告白。
喫茶店で大二郎と出会い、虹花の話になるが、彼の常軌を逸した話（大二郎から見ればセクハラだが、大場本人は他愛のない話だと思っている）をしてしまい、耐えきれなくなった大二郎に逃げられてしまう。
姫川 皐月（ひめかわ さつき）：平田裕香
シーズン4から登場。北海道夕張市出身。1986年9月15日生まれ。愛称は「姫」または「姫ちゃん」。
開発本部第2グループ所属で逸田の部下だが、性格や仕事の仕方は逸田と正反対である。
美少女な容姿と、押しの弱い性格（事ある毎に逸田にイビられている）に加え、たまに意味不明なオトボケな言動もしてしまう。その反面、冷静な分析力と強かな一面も持つ。
逸田と共通の趣味を持つが（歴史好きで石田三成のファン）、なぜかそれも打ち解けあうきっかけに役立っていない。
シーズン5に入ってからは刑事ものドラマの物真似をすることが多々ある。優を「デカ長」、逸田を「おやっさん」と呼び、都度2人に否定されるのが定番のやりとりとなっている。事あるごとに社内の人間の些細な言動を報告し、社内の人間の言動が気になると尾行する。
人助けをしたいが、「偽善者ぶりたくない」となかなか踏み切れなかった。そのため、別人になりすませばいいと思い、「神保町仮面2号」として活躍したことがあった（本家には正体を見破られている）。
シーズン11以降、大場の特命を受けて営業部に所属しつつ、ローカルネットワークコンテンツ部を立ち上げる。実は国民的美少女コンテストで審査員特別賞をノミネートされた過去を持つ。北海道出身。
2022年10月9日「女子社員特集」では、つら美と「ネガティブ相談室」を立ち上げて、虹花の相談に乗っていた。
妄想癖があり、脳内ヴァーチャル上で架空のイケメン上司（声 - 五十嵐明）と逢瀬を重ねている。最近はその妄想の中に、皐月への思い人として池杉が登場したこともある。
2024年2月に一度戻り、虹花とマジカに各々別の場所へ呼び出し、「妄想して逃げるのもいいわよ」と助言、おかげで虹花とマジカは仕事上のピンチを切り抜ける事が出来、感謝される。
出向 旺次郎（でむかい おうじろう）：大高雄一郎
シーズン12から登場。大日本ジェネラルの関連会社「大日本イーグルス」から出向してきたため「出向王子」とはじめは呼ばれていた。困惑するなどすると、「どんだけ～」という癖がある。
超がつくほどの楽天家であり、座右の銘は「死ぬこと以外はかすり傷」。しかし、まっすぐな性格の故他人との衝突を起こしトラブルになることもしばしばある。なお、座右の銘はコレサワの楽曲「死ぬこと以外かすり傷」が元（だが、危機感に欠如しているとつら美に残念がられている）。
つら美が自身を慕っていることに最初は気づかなかったが、池杉により判明してつら美と（安部家で）クリスマスデートをすることにした。つら美が彼のエクストリーム夏デート計画を拒否、「陰キャサマー女子部」として様々な予約などを頼まれて困っているという。
池杉にメールの事で（おじさん構文だと）嘲笑され、つら美に対しても硬いメールに変更するが、逆に受けが悪かったようで、つら美が食用に飼育していた苗君（豆苗という野菜）に説教されて、元のメールに戻す。名似矢が久しぶりに参加したチーム会議でミスを犯した彼に、名似矢は怒らず「早く話してほしかった」と諭す。
2023年12月、帰属先の会社「大日本イーグル」より戻るよう言われ、つら美の同僚でなくなるのを寂しがる。先輩の西島に言われ、ジェネラルに残る手立てを考える。さらに大日本ジェネラルではつら美との破局が疑われてしまい、ポン吉君の誘導で神保町へ出向いて、結婚前提宣言をする上でイーグルを退社してジェネラルに就職試験を受けて入る事を目指す。その後、エンドウハジメの試験を受けて通過し、2024年4月から正社員となった。
重山 つら美（おもやま つらみ）：渡辺弥咲
シーズン13から登場。開発本部のメンバーで、安部の後輩。
名前の通り、周囲を気にするあまり重く考えてしまうところがある。
身長が高い。
出向のことが頼もしい感じがして好きだが、フランクな溜口に対しては唖然としている。
なんだかんだ言って、飯野とは気が合う。
池杉輝義にクリスマスデートを誘われるが、実は池杉は彼女に似ている占い師に惚れているがアタックする勇気がなかったらしい。しかし、つら美は「その人をちゃんと誘うべき」と忠告して、池杉と占い師をくっつける。
安部家でデート中、蘭たちに「ツラミ・プリンセス」と自称したので、逆に蘭に憧れられて会いたいといわれてしまい、優に呼び出されて「出張」する羽目になった。
旺次郎にエクストリームな夏デートを提案されるが、インドア派な彼女は「そんなの無理」と却下。同じく非アグレッシブなリスミと「陰キャサマー女子部」を立ち上げる（この影響からか、部員であるリスミ、マジカとよくつるんでいる）。
歌手・浜田省吾の大ファン、彼のコンサートを応募するつもりが「明日やろう」としているうちに締切に遅れてしまい、「明日やろう（の私）は馬鹿野郎」だと自嘲する。
池杉に嗤われた旺次郎が硬いメールにしたのがショックで、「私の事を見てくれていないのか」と思い悩む。見ていられない苗君（つら美が飼育していた豆苗コンビの弟分）が旺次郎を説教したことで、元のおじさん構文メールに戻り、安堵する。
「ネガティブ相談室」では皐月とともに虹花の相談に乗っていた（何某自動車ＣＭで「特ダネ情報局」と称して、安部と共に車の紹介もする）。
開発本部にあおりつつある池杉に憤慨していて一泡食わせようと、りすみを仕掛け人に企てる。
大場や権藤が何度も電話をかけられるのを困惑、「要件ならば留守電かメールに入れればいいのに」と思っている。
つらくなって一人になりたくなりたいときは、必ず地下にある資料室に逃避行。彼女が落ち込んだ時に現れる小さなおじさんに助けられるが、旺次郎が名似矢チームで仕事しているときに現れた大きなおじさんと出会った。カラオケの十八番は中島みゆきの「うらみ・ます」で、彼女らしい。一押しの「イケオジ」はエレファントカシマシの宮本浩次（飯野平太も彼に憧れている）。大二郎と駅でばったり出会うが、話がかみ合わず逃げられてしまう。
旺次郎がイーグルに戻ってしまったときは、彼女が弁当を携えて旺次郎と奥多摩瞬間デートを楽しみ、奥多摩の仲間・ポン吉くんとも仲良くなるが、長時間移動を伴うリスクで疲労困憊。そのせいか、ジェネラルで破局が疑われたので、それを憂うポン吉くんが旺次郎を後押しする。旺次郎が正社員に登用されたことを知り、歓喜した。
スッキリーマンウーマン
スッキリーマンの相棒で、ピンクの前身タイツに仮面のいでたち。その正体が重山つら美であることは、相談者のアンジュはお見通しだが、ウーマン本人は「重山ではない」としらを切りとおしている。
萌袖りす美（もえそで りすみ）：佐々木ゆき
開発事業部所属、女子力高めの若手社員。旺次郎にモーションかけているようで、つら美の嫉妬を買っている。学生時代はもっとアグレッシブなカマトト女子であったが、意中の男子からもらった肉で食中毒を起こしてしまい、それから非アグレッシブな夏を過ごす事になった。夏に関しては同意見のつら美と意気投合して「陰キャサマー女子部」を立ち上げる。
池杉を泣きを見せたいというつら美に同調して快く仕掛け人になり、池杉を逢瀬に誘い、恐怖に陥れる。最近は、大日本ジェネラルに出入りする宅配業者・矢的のことが気になっている。
経営企画部の男性に特に興味がなかったが、権藤の甘党饒舌にはときめいた。
前向子（まえ むきこ）：罍陽子
開発事業部所属の新人。安部たちを呼び捨てで呼び、若手としての自意識が高く「できる若者」と自称する。また、少し前の（それほど古くないもの）若者文化を言う先輩をすぐに「おっさん」扱いする。マジカによれば、マジカより2歳年上。
歩治 定部代（ぽじ てぃぶよ）：渡辺弥咲
開発事業部所属の新人。向子の相棒で、向子と一緒になって先輩方を「時代遅れ」とけなす。そんな彼女たちに対して、つら美は「量産型若者」とあきれる。マジカによれば、マジカより1歳年上。
開発本部2022年度入社組
2022年度に安部たちの部下として入社した二人。
大野 マジカ・アメージング（おおの マジカ アメージング）： まりあ
神田神保町に憧れて大日本ジェネラルに入社した開発本部の新人。父がアメリカ人、母が日本人。テンションが上がるとネイティブ英語の会話が多く（その時の彼女は英語で話していることが頭で理解していない）、安部たちに「日本語で話してくれ」と突っ込まれる。一見、ポジティブそうだが打たれ弱いタイプ。大学時代の友人と定時退社後の箱根週末旅行に行くつもりだったが、取引先企業（堅物商事）20周年イベントのミスプリントが自分のミスであったこととアンジュの忠告、友人の「仕事の方が大事」と後押しがあったことから、会社に戻り、安部たちのフォローを一緒に手伝う。その後、日曜の黄昏時にまったり家で過ごしていた安部に「お礼」と称してウーバーイーツでたくさんの食べ物を彼女払いで送る。つら美・リスミが「陰キャサマー女子部」を立ち上げて「屋上スピードキャンプ」をしているのを知り、「実は私も隠れ陰キャ」と白状して、女子部に入れてもらった。安部が励まそうと発した冗談が全く通じない。アメリカにいる兄はプロバスケットボール選手で、彼の影響から『スラムダンク』を愛読していた。彼女が「自らは陰キャ」と話している通り、学生時代はハワイアンキルトばかりつくっていた真性インドア女子（祖父がハワイ島に住んでいるのがきっかけ）。つら美はそれに共感する。2023年のお盆に安部の先祖・普通衛門と出会い、普通衛門の招集した安部ンジャーズによる安部家フォローを一緒に見届ける。2024年2月にいったん戻ってきた皐月に「妄想して逃げる」術を授けられ、五十嵐社長相手のピンチを切り抜ける。
雨越 虹花（あめこし にじか）：くらたみさ
開発本部の新人OLでマジカと同期。何かと卑屈に考えて気にしすぎるところがあり、「すみません」が口癖。「どうしたものか」と先輩のアンジュに相談。御手洗の唐揚げ店で新商品・激辛唐揚げを買うと、御手洗が彼女自身が安部の部下ということで1個おまけをくれた。大場の「大人電話相談室」にラジオネーム「レインボー」として、「私は色がない、どうしたものか」と相談。相談員の権藤に「自分を意識する必要ない」と答えられた。飯野と由比ガ浜のフェス仕事に参加するが、飯野が半平太のことでなかなか対応できず、安部に相談。優のひと押しで安部は優と一緒にかけつける。昭和モーレツな先輩・アンジュに少しついてゆけていない。趣味は昭和レトロなもので、夏都に「令和世代だから意外」と言われる。
安部が不用意に「マジカとはいいライバルになれるかも」と発言したことで、大いに悩んでしまう（つら美のフォローで立ち直り、安部はそのことで旺次郎に叱られた）。
皐月・つら美の「ネガティブ相談室」、アンジュ・夏都の「ポジティブ相談室」に（ラジオネーム・虹来『にじこ』で）相談して励まされるが、不満げでさらに優に相談する（そのあとで優は、彼女とネガポジ両コンビを誘い屋上ミニパーティをする）。電話の着信音が苦手であるとつら美に相談、安部がどうしても電話で要件をされるのを聞いたつら美が安部に注意する。学生時代はチアリーディングのキャプテンを務めていた（怪我して引退したのでそのことは封印していた）。
カラオケ好きだが、人前で歌うのは得意ではなかった。安部に頼まれて（五十嵐社長相手の接待カラオケのつきあいで）昭和歌謡を練習したところ、はまってしまい、何度も歌おうとするので五十嵐を怒らせてしまった（五十嵐の十八番は高橋ジョージの「ロード」）。
「若者世代に適応するように」と権藤に言われて、無理に若者言葉を遣おうとする安部に「無理しないでください」と忠告。最近は「すみません」より「大丈夫です」の口癖が増えている。
大学時代、チアリーディング部にいたころ、彼女の先代リーダーであった先輩、レオナ（声 - 浜崎美保）がいた。彼女はレオナに「先輩みたいに尊敬できる先輩上司がいる」と安部を紹介、レオナは安部に「虹花ちゃんを宜しくお願いします」といった。
池杉にデートに誘われるが、「父の言いつけで、至高のデートプランでないと困ります」と注文、さらに池杉のナンバーワンプランを「他人でなく、あなたのでないと」とダメだしする。
窮地に追いやられたときは大二郎の真似をして、「安部さんに言いつける」という事が多い。また、大二郎に仕事の相談をする事もある。
2023年末の社内大掃除で一緒に掃除をした大二郎に「一緒に川崎大師へ願掛けに行こう」と初もうでに誘う。そのついでに近くのボウリング場に立ち寄り、安部家と出会う。2024年2月にいったん戻ってきた皐月に「妄想して逃げる事」を伝授され、大物歌手（声 - 五十嵐明）相手の案件を切り抜ける事が出来た。
開発本部・その他
その他、開発本部に所属するメンバー。
逸田 祥子（いった しょうこ）：斉藤貴美子
シーズン4から登場。開発本部第2グループ（旧コミュニケーションビジネス部）のリーダー。
勝気な性格。また、細かすぎる性格のため、得意先から面倒くさがられることがある。
口癖は「あたし、言ったよね? 言ったっしょ?」。
黒のパンツスーツにゴールドのバングルとイヤリングに赤いフレームの眼鏡を身につけ、身体に香水をかけて髪はウェーブがかかっている。
自称「歴女」で、真田幸村のファン。
バブルを引きずっていると評される。
部署統合による開発本部発足初日、当時は同格であった安部がハンカチを忘れてきた事から、（初対面からいきなり）「ハンカチ無し王子」と蔑称し、すかさず職場内で広めてしまう等、コミュニケーション能力が低いのか高いのかよく判らない面がある。
高校時代はペタンク部のキャプテンだった。
愛車はフェアレディZ。
長い間登場していなかったが第762回に再登場。
溜口 雄太（ためぐち ゆうた）：宮本奈津美
開発本部所属の新人だが、名前の通り上司・先輩構わずフランクな会話をする。
つら美と夏都はそんな彼に対して、もう少し敬語を使ってほしいと思っている。
彼のフランクかつあどけないところが、安部礼司・優夫婦の長男・永太に似ているため、先輩上司である優は彼のことを「後輩」というより「息子」のように溺愛していて、何かと彼のために世話を焼く（優は彼の事を「雄太」と呼び捨てで呼ぶ）。
夏都のことが好きで、デートに誘う。その際も優が彼のためにバックアップしている。
皆野 コナツ（みなの コナツ）：飯田里穂
番組公式ツイッター「#つぶやきで新キャラつくってみた」プロジェクトで誕生したキャラクター。17歳の高校生インターン。青森県弘前市出身。
御洒田 レイナ（おしゃだ れいな）：？
2020年10月、開発本部に配属された新人社員。先輩のつら美、同期のマーケティング部・三為賀ワカとともに虹色プロジェクトに興味があり、3人で「虹プロ友の会」を結成する。その縁でにんじんプロジェクトに参加（韓国支社から来た敏腕プロデューサーのエス・エー・ボールが行う新人発掘オーディション）。ワカとともに最終選考に残り（つら美も参戦するが落選する）、ボール曰く「2人とも見事すぎる」ということで同率一位となり、ワカとの勝負は続く。
江戸川橋 ドイル（えどがわばし ドイル）：？
開発本部の新人男子。見た目は子供、頭脳と煩悩は大人ということで、年上好きな彼は（八街と別れたことを知り）典子に接近する。ツヨシなど先輩社員に対してはお世辞を言って忖度するが、「本音はダサいと思っている」とアンジュがコメントしている。
ツヨシが撤収した後、典子と交際をしているかは不明。
浦尾 美瑠（うらお みる）：飛香（あすか）まい
得意先である五十嵐物産から勉強目的で一時的に大日本ジェネラル・開発本部に出向した新人。彼女は本音読唇術という特技があり、サポート係のアンジュなどの心が読めてしまう。さらに同じ特技を持つ優と心で会話してしまうので、優は困惑する。
物知子（もの しりこ）：平田裕香
マネージメント部所属。
雑学からトレンドまで幅広い知識を持つ物知り系サラリーマン。
色白で黒髪で大きな眼鏡をかけていて、姫川皐月に似ているという声もあるが全くの別人。
池杉輝義と親しい女性。
玉頃声実（たまころ こえみ）：？
新事業企画部所属。池杉輝義に興味がある女性。透明感のある声に飯野と旺次郎は惹かれてしまう。
藤井昭平（ふじい しょうへい）：？
現在の部署は違うものの、安部の後輩で飯野の同期（らしい）。平成カルチャーに生きる男。向子と定部代に「平成はオワコン」とマウンティングされて落ち込む。安部と勇子に励まされ、さらに「ファジィ昭平」のあだ名を安部に拝命される（平成レトロを立ち上げたのは、彼と同じ平成世代の人と言われる）。
水無月蓮（みなづき れん）：？
開発本部にやってきた学生インターン。だが、そんな蓮にピンチが訪れる。

#### 経営企画部・マーケティング部
仕事などで何かと開発本部と関わり合いが多く、特にこの二つの部署にはヒール役が目立つ（権藤・大二郎・池杉）。
権藤 進（ごんどう すすむ）：越村友一
安部の同期にしてライバル。出世頭であることをいいことに、緩い安部のことをマウンティングし、全く認めようしない。安部を 失脚させようと取引先の社長に別の得意先を紹介するなどの裏工作、安部の部下を丸め込もうとしたりして安部を追い込み大日本ジェネラルから追い出そうとするなど、様々な悪事を行い開発本部を目の敵にする。安部は歯ぎしりするが、思わぬところから彼の悪事が露呈して大場の雷が落ちて、逃げるように去る。同じように同期の亀井を否定するが、（安部思いの亀井から）返り討ちにあった。実は小心者な部分もある。笑顔が苦手で眉間にしわを寄せすぎるのが悩み。池杉が開発本部の「夏祭り」案件を盗んだ件については、彼の部署ももともと開発本部と関与していた事もあり、池杉に憤慨していた。安部がフォローしたことを知った彼は、「借りはすぐに返す」と称して安部と優の湘南デートをプレゼントした（車と軍資金などは彼が用意して、レストランなども彼が予約している）。お礼を言う安部に「借りを返しただけ、過去は振り返らない」という。
安部を含めた開発本部を嫌う彼だが、少しは開発本部のことを心配している（でも、安部の上司にもなりたくないので、開発本部の部長にだけはなりたくないと思っている）。
彼は立ち食いソバ、薬味、くじ引き、映画館、ヒャッキン買い物好きではあるが、プライドが邪魔をしていて仕事の合間にすることができなかったがある日、安部と男坂で転落して安部の体と入れ替わった際は彼の体を利用して、普段の自分なら人目を気にして出来ない事を堂々と楽しんだ。
安部に呼び捨てされると「権藤部長だ」と逐一訂正する（安部の部下が陰口で呼び捨てしても地獄耳で聞いてしまい、同じように言う）。涼しい頭脳と熱い心を目指しているが、安部は内心「涼しい頭脳と燃え滾る心」と思っている。つら美に対してどうしてもメールではなく電話で話したがってしまい、「メールでは伝えにくいため、してしまう。私も仕事の電話で悩んだのだが、相手からの感謝の電話で、感謝などの気持ちを伝えるのに電話になってしまう」とつら美に話す。
夏都が「大洗ゴミ拾いの会」に入っていたことを知り、自らが委員長を務めるSDGｓ委員会への入会を勧めた（その前につら美と夏都に委員会予定室の清掃・整理を頼んだ）。夏都が委員会で生き生きしていると安部に感謝されると「お前に言われたくない」と返す。逆に安部に蘭のSDGｓ宿題で協力したいが、どう対処したらいいか困っていると相談されると「そういうことは安部家だけで対処しろ」と突き放すが、蘭の事が気がかりで「蘭ちゃんにどうぞ」とSDGｓ関連書を数冊入れた袋を手渡した。さらに蘭が緊張して宿題を発表できず、せっかく取り組んだ宿題を破り捨てた（のだが、安部が修復している）のを聞いた。
世代ギャップで悩む安部に「銭湯に付きやってほしい」と言われ、銭湯やレストランに付き合う。
同期会のことで安部が他の同期に「権藤も楽しみ出来ている。どうか参加してほしい。」と頭を下げ、それを知った大二郎は彼に「頭下げる事は悪い事でもないですよ」と珍しくフォローした。
安部を含めた同期社員とは距離を取っているが、安部と旺次郎がきっかけで同じく同期社員であるエンドウと和解している。
執行役員に昇格したらしい。
出母塚然（でもづか しかるに）：渡辺弥咲
経営企画部の女性社員で、権藤の部下にあたる。出世欲と自我が強く、権藤に書類を見てもらうが、権藤が注意点を挙げると「でも」「しかし」と言い訳をしてさえぎっては権藤を振り回している。一方で権藤に嫌われているのではないかと思っていたが、権藤（本当は権藤と魂が入れ替わった安部）が出張土産を渡すと感涙した。経営企画部が開発本部の案件であったビクトリーコーポレーションのオーディションを横取りしようとしてしくじったが、それを知った安部にフォローされて、初めて安部に感謝する。
また、定時出退勤をモットーとしていて、アンジュも困惑。
彼女曰く、実家の家族は変わり者一家でメンツごとに勝手にテーマカラーを決められていて、父は青、母は赤、弟は黄色、そして彼女は緑に定められていて、アンジュは彼女が緑コーデなのを見て「緑が好きなのか」と勘違いされてしまったほどである。
古巣畑大二郎（こすばた だいじろう）：冨澤風斗
経営企画部の新人で、マジカ・虹花の同期にあたる。黒縁メガネの小柄な青年。
学生時代に8つの部活動をこなしていた、「学力（がくちか）キング」。普段はコスパが命で、マジカ・虹花とは昼食に行かないが、上司の権藤がよく安部の話をするので安部に興味あり、安部・マジカ・虹花といたときに一緒に昼食を取ろうとしたが、唯一逃げる安部の小芝居に気付く。ますます、安部の不思議さに興味を持つ。いつもは時間・経済性の「コスパ」を重要視していて、「時間こそが平等に人類に与えられたもので、それをうまく使うのが勝ち組」と豪語する彼に、マジカは「古巣畑君、それは寂しい」と反論、虹花もマジカに同調する。
スマホを操作するのに「おじさん世代は人差し指を使うんだね」と虹花に言う。虹花が反論すると、彼は「ぶりっこだな。おじさんたちにへつらっているんじゃないの。」と言い、若者世代に適応する権藤を尊敬して、おじさん然な安部に辟易していた。その一方で、男女で対応を異にする（女子には甘いが、男子には冷徹な）池杉を、権藤と同じように嫌悪している。
安部に対しては「遠回りしている、合理的ではない」と批判している上、開発本部のことを（上から目線で）敵視している（池杉の事は嫌いという事もあり、マーケティング部のことも不快に思っている）。そのため、開発本部出身のアンジュに先輩風吹かされるのを快く思わないというが、実のところはの（経営企画部トップということもあるが）権藤崇拝者であり、権藤以外の上司に対しては全否定しているのが実情である。
中学時代は生徒会副会長（1・2年次、3年次は不明）、サッカー部の幹部、勉強も出来ていたことを同窓会で瞳に豪語して「昔から小さい奴」と突っ込まれるが、「お前のことが気がかりだ」とも言った。瞳に影響されて安部が権藤の為に同期会をなんとかしたいと頭を下げる姿勢に、権藤に対して珍しく安部をフォローする（その同期会には安部、権藤、大二郎、旺次郎、つら美が参加）。
大喜利コーナーでいつも安部に無茶ぶりされて「権藤部長に言いつける」というのが口癖（のちに、大喜利以外でもいうようになった）。2023年8月20日放送分では、彼の言い分を受けた権藤が仕返しとばかりに安部にお題を出すが、開発本部チームに返り討ちにあう（経営企画部の負け）。
最近は虹花のことに好意を持っているようで、他の男性がにおわすような会話があると嫉妬する。虹花に仕事の相談をされたときに答えに窮した彼はつい、いつものコスパモードで助言するが、結果オーライであった。
虹花、マジカ以外の開発本部メンバーとはあまり関わりたくないようで、安部・飯野が来たときは少し反論するぐらいで済ますが、つら美や大場が接近したときは、何らかの口実を設けて逃げてしまう。
虹花に願掛けを誘われたとき、「これはチャンス！」と了承。一緒に川崎大師へ初詣して、ボウリング場に立ち寄る。だが、安部家と鉢合わせをしてしまい、くじ引きで組まされた蘭には「おじさん」扱いされるわ、虹花は組んだ永太にメロメロになるわ、嫉妬して永太に八百長勝負を頼んだのに永太がむきになってしまったので敗北してしまい、散々だった（優にはかわいいと思われているが、優を含めて安部家にいい感情を持っていない）。
鞠谷 アンジュ（まりや アンジュ）：稲村梓
1990年12月1日生まれ。高尾在住。愛称「アンジュっち」。
名前の由来は調和を意味する「マリアージュ(mariage)」の洒落。
シーズン8から登場。2013年度入社。「なにか持っているアンジュ」と評される事もある。
口癖は「栄えるのじゃ」で、「える」にアクセントを置く。
勉強が出来てスポーツ万能らしい。
愛車はラシーン。
3人の兄がいて、アンジュはそれぞれ大兄ちゃん、中兄ちゃん、小兄ちゃんと呼んでいる。
シーズン12以降は後輩のひたち野夏都の登場により、先輩としての振る舞いに悩む描写が多くなった。
マジカに対しては頼もしい先輩になっているが、卑屈な虹花に逆にフォローされたことがある。
東本願寺に引き抜かれようとしたが、安部と話している内に転職をやめた。
「女子社員特集」では、夏都と「ポジティブ相談室」を立ち上げて、虹花の相談に乗っていた。
2022年末ツヨシに食事を誘われたと気づいて改めて誘い、ツヨシは5年前に死んだ友人とよく来店した中華料理店に行くことにしたが、そこは2022年10月に廃業していた。2人は別の店に入店した。
職場で隣の席に座る舌打さん（声 - 市川訓睦）の舌打ちにイライラ、スッキリーマンウーマンと一緒に苦情を言ったところ、「癖で不愉快にさせてすまなかった」と言い、なるべく舌打ちしないようにすると約束。また、新彼氏のツヨシに女の影があると邪推してスッキリーマンに相談、その女はツヨシの姪で小学六年生（もうすぐ中学生）のレイであった。レイはツヨシの彼女がアンジュである事を知り、アンジュがツヨシにデートの約束をさせた日時と場所に出向き、アンジュに怪訝な対応をした。
最近は権藤に「うちの課に移籍してくれたら、課長のいすを用意する」とスカウトされる上、本丸コーポレーションの東本願寺も彼女をヘッドハンティングをあきらめていないことから、今後も彼女の動向から目を離せない。
2023年5月3週目に、開発本部（5階）から経営企画部（6階）に移動して課長に昇進。エレベーターで5階ボタンを見るたびに、古巣を懐かしく思う一方、移籍で経営企画部に合わせようと思い、ぎすぎすしていた。権藤にも「唯一の弱みは、強がり過ぎること」と言われた。幼馴染の大月にタイムカプセルを見に行こうと誘われていったん断るが、考えあって大月を誘い夜の学校へ。そこで小学時代の彼女が残した短文「水に成れ」を読み、「初心に戻らなければ」と思い、大月に感謝。
父は車に対してこだわりがあり、毎年車を買い替えるほか、「色移りしやすい服を着てきた場合は、下にブランケットを必ず敷く」「靴についている砂は必ず落とし切ってから乗る事」「車内で食事しない」とのルールを定めている。そのため、初めて彼氏（⇒元彼氏）の車に乗った時は緊張したという。
開発本部のことを何かと下げる大二郎のことに対して反論はしないが、呆れている。
経営企画部に移転してからも、何かと開発本部メンバーの事は（特に旺次郎、つら美などを）気にかけていた。
蜂塚芽衣（ハチスカ メイ）：？
経営企画部の新人。
AI（アイ）ちゃん：？
アンジュの赴任先である経営企画部は、杓子定規の巣窟でアンジュはストレスを抱えていた。そんな彼女に声をかけてきたのが、グレープフルーツ型のロボットである彼女であった。アンジュの情報をアップデートした後、彼女を起動させてしまったツヨシが知る事になり、アンジュに釣りデートへ誘うのであった。
常楽太郎（じょうらく たろう）：？
経営企画部に所属していて、大二郎や出母塚の上司でもあるが、大二郎は彼の事をあまり評価していない。
池杉 輝義（いけすぎ てるよし）：前田一世
2019年11月ごろから登場。マーケティング部所属の、噂されているイケメン営業マンで通称「イケテル」。
彼は横浜中華街の占い師・アレーナに惚れているがデートに誘おうとする勇気が無い。つら美を代打に頼むも「アレーナに似ているから」とは言いづらく、「ペットだった死んだトイプードルに似ている」といって誘う。だが、姫川たちにより本当の理由が判明し、つら美に「犬の代わりは出来ても、その女性の代打は無理です」と断り、アレーナにデートを誘うよう忠告された。
その後アレーナと正式に付き合うことになったが池杉の急な仕事による度重なる遅刻と理屈っぽい所にアレーナは失望し、別れた。
イケてる営業マンを自称しているが実際はヘタレな面が強い。
権藤の真似をして開発本部から五十嵐物産（得意先の一つ）主催の夏祭り企画案件を横取りしてフライングするが、（この時は開発本部嫌いの権藤も彼に激怒していて）自爆するも凝りもせずに開発本部の案件を横取りしようとするが、クライアントに再び却下される。当事者である旺次郎に逆恨みをして、メールの事をあざ笑うなど、最近はヒール化している。
つら美の怒りを買い、（つら美に仕掛け人にされたとは思わず）りすみの誘いに乗ってしまい、りすみの行動や言動にハラハラして恐怖を感じる。そして彼自身のツイッターで自爆してしまい、情緒不安定となり、飯野と争っていたコンペを辞退、飯野は不戦勝となる。その後、飯野・つら美・りすみと安部家のハロウィンパーティーに乱入する。
開発本部の女子に対して好意を寄せていて、2023年に入り早々に夏都をデートに誘うも失敗する（皐月のは皐月自身の妄想）。
瑛人の歌「香水」を歌って自己アピールしたいと誰それ構わずにカラオケに誘おうとするが、優が「彼の歌は鼻に来る、くどい」と不評を漏らしたので、誰も彼の歌を聞きたがらない。
女子には優しいが、男子には目の敵にしているところがある故、大二郎に嫌われている。逆に大二郎に関しては、気にも留めていない「箸にも棒にも掛からぬ奴」。
最近は目立ちたくてVログ（ユーチューブ）を制作、安部に感心されるが「16じゃ少ないんだよな」と嘆く。その後、大食い企画などで視聴率を増やした（20数人）。マジカに「Vログのファンです」と言われ、感謝。マジカを食事に誘うが、ネット依存な彼についていけず、マジカはつら美やりすみに相談。
虹花にデートを誘うと、虹花は「とっておき至高たるデート」を注文、彼はネットでナンバーワンの高級レストランに虹花と行くが、「これって他人の基準ですよね。あなたのナンバーワンでないと」とダメだしされた。そのことを旺次郎に話して、旺次郎は安部にナンバーワン企画を提案したため、彼は間接的に開発本部の救世主となった。
2024年12月時点で、秋野とクリスマスデートをしていた。
軽井 典子（かるい のりこ）：加藤里穂奈
マーケティング部所属。つら美とは正反対の能天気女子なので、旺次郎は気軽に話せるという。だが、アンジュに言わせると「溜息山王」と異名が持つほど、神保町を離れると（特に溜池山王で）ため息ばかりついているという。
先輩である八街の影響で明るいふりをしているだけであったが、八街のことが好きで彼の大阪転勤を知り、送別会の場を借りて告白。八街はそれを受けて遠距離恋愛が始まった。だが、サプライズで八街のいる大阪へ黙ってきたところ、八街の浮気が発覚して別れることになった。今はそれを知ったツヨシと江戸川橋2人にとっての意中の人。ツヨシはアンジュに切り替えたのだが、江戸川橋と交際しているかは不明。
八街 陽介（やちまた ようすけ）：市川訓睦
マーケティング部所属。典子の先輩で、旺次郎の同期。名前の通り「やっちまったよう」という口癖があるが、ポジティブで典子は彼の影響で能天気な感じになっていた（彼と話すときは漫才コンビの乗りに近い感じ）。さらに典子に言われてマンションを購入するも2022年4月から大阪へ転勤する事になり、マンションの処理に困った彼に典子は「私が（恋人として）先輩のマンションを守りますから、戻ったら付き合ってください」と言う。それに対して「遠距離恋愛にはなるけど、今からがいい」といい、2人は恋愛関係となる。だが、彼の浮気がばれてしまい、解消（東京のマンション管理についてはどうなったかは不明）。
愛能 降男（あいのう ふりお）：？
マーケティング部所属。知ったかぶりで有名で、アンジュは彼に呆れるが、彼なりに「知ったかぶりな痛い奴」であると自覚しているが、母親に神童扱いされて「自分は出来る人と錯覚⇒知らないことを恥だと思い、さらけだせない」とする子供時代からの癖が直らず悩んでいると安部に相談。安部は「知らないことを自覚する事は進歩である」と助言する。
竜崎キリ子（りゅうざき きりこ）：？
マーケティング部長。

#### その他
矢田 三郎（やだ さぶろう）：志賀廣太郎
シーズン4から登場。開発本部マネージメントグループのリーダー 兼 開発本部経理担当。
名前の由来は「やだ、さぼろう」。
窓際族で、必ず五時半にドロンする（＝帰る）。
登場のたびに「あ〜、やだやだ」とよくつぶやくが、これは口癖ではなく、トレードマークである。「ヤアダ」（嫌だ）が口癖だという。
他人の愚痴を聞くのが趣味。誰かの悪口・悪癖など、その手の情報にはかなり精通している様子。
嫌味で皮肉屋、陰険で天邪鬼な性格。趣味はペタンク。
妻子持ちで家族写真を見た飯野曰く「奥さんと娘さんの顔が気持ち悪いくらい矢田さんにそっくり」らしい。
大食漢であり立ち寄った飲食店でかなりの種類のメニューを注文して尾行していた安部を唖然とさせたり、その安部をラーメン二郎に誘う事もあった。
Perfumeのかしゆかに対抗しているのか、自称「やださぶ」。
Twitterに社内の愚痴をつぶやくことを趣味にしているらしく、実際にTwitterアカウントが存在する。公開生放送時にはつぶやく様子が見られたが、以降は投稿がなされていない。
あきる野 純直（あきるの すみただ）：東野純直
シーズン6から登場。大日本ジェネラルあきる野科学技術開発センター 第1研究室室長。通称「開かずの間の純直」。
安部とって社内に数少ない「ついにできた『タメ歳』」の同僚」で、ガンダムのようなロボットの開発が夢。
普段の服装はウェスタンスタイル。歌の腕前はプロ級。
あまり良い食生活をしていないらしく、優の作ったカレーを食べた際は何度もおかわりしながら大絶賛した。
勅使河原 千恵（てしがわら ちえ）：石川ユリコ
シーズン2から登場。営業推進部営業特別推進課のある雑居ビルの1階にある古書店「勅使河原書店」の店員。
おかっぱ頭で、度の強い丸眼鏡をかけている。
読書家であり、格言に詳しいなど様々な知識が深い。
実は眼鏡を取ると可愛い。
当初は漠然と本屋の仕事をしているだけだったが安部たちの頑張る姿を近くで見ているうちに影響され、オシャレやシナリオスクールに通うなど色々と挑戦をするようになる。
シナリオスクールでは1番人気のドラマチックコースで学び、新しい友達もたくさん出来てその中には大場部長の娘のケイコもいる。
安部が考えた椎名理央（しいなりお）のペンネームで脚本家としてデビューすることになった。実際に『ビッグコミックスピリッツ』（小学館）で連載された『GTR-GREAT TARO REVOLUTION-』（作画：戸田尚伸）では、「原作：椎名理央」となっている。
尾藤 怜（びとう れい）：山賀教弘
シーズン2から登場。
オールバックで険しい顔つきであり、安部曰く「楽しいことが無いのかなぁ」。体格はなかなかのもので、ビリーズブートキャンプで鍛えたという。
大日本ジェネラル史上最年少で取締役になった切れ者と呼ばれている。
大場とは同期でライバル。
当時好意を寄せていた女性(カヨ)を大場が妻にしたことがきっかけで大場を恨むようになり、たびたび嫌がらせをしていたが後に和解。
髪の毛をカットするのが趣味。
優の祖父には世話になっているが、優には「友達いないでしょ?」と言われるほど嫌味な言動が多く嫌われている。刈谷とは違い「友達など負け犬の幻想」と切り捨てる冷酷さを持つ強気な性格。
柿村カテリーナ和子とは友人以上の間柄だったようだが詳細は不明。
その後、子会社の大日本ジェネラル倉庫の社長に左遷された。
「安部礼司 The Movie」ではご当地ナビの商標権乗っ取りの危機に安部たちのもとに駆けつける。
大場と見事な連携でガンマンの如く接待相手のハートを撃ち抜き、安部の接待作戦を成功へと導いた。
携帯電話の着信音はトッカータとフーガニ短調。
名前の由来は英語で「裏切る」を意味するbetrayから。
遠藤 仁（えんどう じん）：安田昌平
シーズン2から登場。新しく立ち上げたソフトウェア開発部のグループリーダーとして大日本ジェネラルに中途入社。
小栗旬似で社内の多くの女性から「イケメン」と呼ばれ注目される存在となっている。愛称は「エンディ」。
優の元カレ（大学の2年後輩）で、優との復縁を狙っていたが、優の気持ちを知り、彼女の幸せを願い、自ら身を引いた。
失恋後は落ち込んで酒を飲んでやさぐれていたが吹っ切れた。
その後はMBA取得のためにアメリカに留学、大日本ジェネラルを去る。
名前の由来は英語読みでThe ENDから。
西 久美子（にし くみこ）：仲村萌実
シーズン3から登場。研修に来た新入社員。1985年6月29日生まれ。血液型はO型。
愛称は「ニシクミ」。
素直で真っ直ぐな性格だが、それが仕事上で災いする事もしばしば。
友達から「アキレス腱斬りの久美子」と呼ばれていて昔から男性が1番気にしている事にグサッと突くような言葉を言ってしまう癖があり、それが原因で恋人と別れてしまう事も多かった。
枯れ専（50代以上の男性を好む）の傾向がある。
刈谷の口元に魅力を感じている様子だが、当の刈谷は「変な子ちゃん」と思っている。
携帯の着信音はPerfumeの「ポリリズム」（着うた）。
第157回ではコンテンツ・ビジネス部から営業部への異動となった。
長らく登場していなかったが、2020年11月8日の放送で約10年ぶりに登場した。
今は大日本ジェネラルを退社し地元の大阪に帰り結婚、二児の母になる。
田貫野 分福（たぬきの ぶんぶく）
大日本ジェネラル取締役兼本部長。
かつての安部の直属の上司であり、第5シーズンで安部に「なにやる課」課長就任を命じた。
矢田三郎の同期。
シーズン5をもって沖縄支社へ異動した。
安室礼司（あむろ れいじ）：古谷徹
大日本ジェネラルの新人社員（安部の後輩）。名前の由来は『機動戦士ガンダム』の主人公・アムロ・レイ（演じる古谷はアムロ役の声優である）。その関係上、ガンダムネタが多く、ジムやボールなど、原作の地球連邦の量産型の名がつくワードには拒否反応を起こす。
安部と共に忘年会の会場探しに奔走し、その後大阪→札幌→本社→松江→北京→沖縄へと異動している。
長らく登場していなかったが第740回にて11年半ぶりに帰還。
再登場した安室は見た目こそ17歳だが寒いおやじギャグを繰り返すおじさんと化していた。
そしてひたち野夏都に寒いダジャレを連発する「ダジャハラ」をしたことで無期限の自宅謹慎になった。
押 ツヨシ（おし ツヨシ）：福田賢二
新事業企画部部長。その名の通り、「俺についてこい」的キャラクターで通っているが、虚勢を張っているだけである。ヒロシとともに「野外活動部」を創部するが、無頼派のヒロシとたもとを分かれる形で主導権を握る。だが、旺次郎たちは彼の暴走についてこれず、迷走。なお、関西出身らしく、素で話すときは関西弁が出てしまう。典子が八街と別れたのを知り、接近しようとするが、江戸川橋と三角関係になってしまう。人恋しいのか2022年末は誰かと食事したいとアンジュを誘うために食事券を渡すが食事に誘われたと思わず、アンジュは旺次郎とつら美に渡してしまい、彼も了承する。その後、彼の真意に気付いたアンジュが「改めて一緒に食事」と誘われる。
2022年秋ごろには典子をあきらめていたらしく、気持ちをアンジュに転する。気の利いたことを言おうとするが空回りしてしまい、安部に相談する。
彼が姪・レイと会っているところをアンジュに「よその女と密会している」と誤解され、スッキリーマンの介入を受ける事になる。スッキリーマンの提案で彼とレイの3人で「さぼうる」でお話をして、アンジュが彼とレイのことで疑っている話をし、彼はスッキリーマンにレイのことを話す。逆に彼はアンジュに「押さんって健啖家そう」と思われているが、実は小食であり、それで悩んでいて最近は彼女からのデートの誘いは断りつつあった。
松手逆煮 勇子（まつてぎゃくに ゆうこ）：もたい陽子
事業部商品化部門課長。「待って、逆に言うと」が口癖。
逸田祥子とは同期で同じく同期の大場によく絡んでくる正社員。大場の事が好きらしいが、彼女の思いは妻帯者である大場には伝わらない。毎年春になると、飯野にプレゼンノックするが、2022年はイケイケ崎のおかげで、飯野は免れた。文通で知り合った唐沢とロックバンド鑑賞デートしたことがきっかけで大日本ジェネラルに入社するも唐沢に振られてしまい、振り切って仕事に集中したことから唐沢より早い速度で出世する。学生時代は眼鏡おさげの陰キャであったが、入社後は唐沢を見返すためかイメチェンする（旺次郎・安部がタイムトリップしたときの唐沢は今の「ジメ沢」ではなく清涼なイケメンだったという）。「陰キャサマー女子部」を立ち上げたつら美に「チャレンジ出来てぞくぞくできる事はないか」と言われ、助け舟を出す。バブル世代女子と自負しているせいか、からまわりすることが多く、周囲の人々に残念がられている。
赤いボディコンスーツがトレードマークのバブリー女子。絵文字とかのメールが多く、「おばさん構文」と呼ばれる。退職前の名似矢を知っていて、恐れていたが旺次郎が提案した捨て企画を一発で採用したのには拍子抜けした。ヒカルのことを特別目にかけている。
最近、若い男性の部下に優しく教授するので（別に男女差別的意図はない）、それを見た飯野は「優しい先輩」としてフォローしようとするが、空回りしてしまい、つら美たちを唖然とさせる。
森尾 かの子（もりお かのこ）：佐々木未来
受付嬢。岩手県盛岡市出身で、素が出ると岩手弁が出てしまう。押の関西弁が好きである。
須磨 好（すま このみ）：？
営業部所属の新人。小柄・ショートカット・大きな瞳が特徴の女性。仕事の用事で安部・大場と鎌倉へドライブをすることになった（おおむね、彼女が運転していた）。
唐沢 明寿（からさわ あきとし）：？
大日本ジェネラルに勤務する、役職は「主任」（所属部署は不明）。旺次郎曰く「あの俳優に名前が似ているけど、全然タイプが違いどんよりしている、またすぐ部下などに仕事を丸投げする」というわけで「ジメ沢」というあだ名を拝命されている。旺次郎が安部とタイムトラベルすると、彼が勇子とロックデートをしているところに出くわし、2人が旧知の仲であることを知る。彼は恋人に振られたことから文通でデート相手を募り、勇子が応じる。勇子は「（唐沢のいる）大日本ジェネラルに入社して、彼と交際したい」とかれに告げるが、勇子の就活中に彼はすっかりそれを忘れてしまい、別の恋人ができた。逆上した勇子が熱血仕事人となり、彼より早く出世したことから「ジメ沢」化したらしい。
地獄田耳鼓（じごくだ みみこ）：？
総務部の事情通。平は大日本ジェネラルにいた当時、安部の悪口を吹き込んでいた。
荻野目衣子（おぎの めいこ）：荻野目洋子
生産管理部長、伝票チェックが厳しいので有名な「鬼の荻野目」。だが、同じくバブリーな勇子と気が合う。
奇跡野ヒカル（きせきの ヒカル）：ミラクルひかる
ソックリューションセンター所属。癖が強い女性社員で、次々と奇跡を起こす。特技は物まねだが、デスクワークは苦手。そんな彼女を何かと勇子がフォロー・ひいきするので、つら美が不満を漏らすと「あの子は歌で癒してくれる、特別な存在」と言う。工藤静香のそっくりさんで登場。他にも宇多田ヒカル、YOUなどの物まねが出来る。安部が勇子へのSOSで彼女が、安部の接待カラオケに駆けつけ、工藤静香の物まねで五十嵐社長を喜ばせる（しかも、五十嵐は工藤静香のファン）。
スピンオフ「そのとき、安部礼司。」にも登場。
康健太（こう けんた）：？
大日本ジェネラル随一の健康オタク。マジカも彼に健康相談を乞う。
風見鶏男（かざみ とりお）：？
飯野の同期社員。
エンドウハジメ：西村まさ彦
安部の同期社員だが、2024年3月時点で人事部長になっていると判明。旺次郎の登用試験では面接官を務めたが、旺次郎が「尊敬する人は安部さん」というのを聞いて驚いた。彼自身は平均的な安部に知られざる魅力があるにちがいないと安部行きつけの居酒屋で偵察したところ、安部とアンジュに見つかってしまう。さらに彼は恋愛問題で権藤と衝突してしまったことを悔いていて、その場にいた権藤に陳謝する。
星彦次郎（ほし ひこじろう）：五十嵐明
営業二部の社員。2023年、姫子の弁当店で売れ残った弁当を「俺が買う」といって、購入して名を名乗らずに去った。姫子がそのイケオジ（少なくとも姫子はそう思った）に会いたいというので、彼を知る旺次郎が引き合わせた。彼自身は熊さんみたいな顔立ちで「俺みたいなのが現れたら、彼女がっかりするだろう」と思いためらうが、旺次郎たちの後押しで再開する。そのうえで、旺次郎とつら美は自分たちが予約したレストランの権利を譲り、デートさせた。
流離三太（さすらい さんた）：？
飯野の同期社員で、新卒の旅行代理店社員。
若井力（わかい ちから）：？
虹花の同期社員だが、所属部署が不明。飯野は彼に対してどうふるまえばいいか悩む。
羽咋賢太郎（はくい けんたろう）：寺島拓篤
営業推進部所属、あだ名は「発見」の通り、毎日何かを発見させることに生きがいを感じている。

### 神保町の人々
水倉 沙良（みずくら さら）：山田茉亜紗
シーズン12から登場。東京神田神保町の裏路地で兄と一緒に「Curry Do Kari」を経営している。
ショートカットに黒ぶち眼鏡、カレー色のパーカーを着ている。
安部礼司も表立って言うくらい“味が安定しないカレー屋さん”。
飼っていたセキセイインコがクリスマスイブに死んだのが忘れられなく、その時期を嫌っていた。
ネガティブ思考でいつも落ち込んでいて、安部礼司にはいつも辛口のカレーを提供する事が多い。
石波 進（いしなみ すすむ）：金成公信
アンジュのことが好きな本屋の店員。
御手洗到来（みたらい とうらい）：小手伸也
2019年4月から登場。役者を目指して会社を辞めてキッチンカーによるカレー店「トライ」を開業した、夢追い人である（俳優業をしつつも職を転々としている）。
客となった安部と仲良くなり友達となるが、名乗っている名前は芸名で安部は彼の本名を知らない。謎の多い人物。
カレーの味は最初よくなかったが、安部たちの指摘で改良しておいしくなり、人気店となる。
見た目はお調子者そうに見えるがサラリーマン時代はやり手の営業マンだったこともあり、安部の悩み相談を真摯に乗る。
2019年6月下旬からタピオカにはまり、キッチンカーの店を7月からカレー店から「タピオカ店」に転業した。
その後、タピオカブームの終焉もあって「タピオカ店」も廃業して「唐揚げ店」を開業。同時に隣接した同業者は、彼の意中の人である京子。しばらくは2人で競合しつつも励ましあったが、京子は「元カレが忘れられない」といって、彼に新レシピを渡して去られた（同時に京子の店も廃業）。2024年9月、コワーキングスペース「ミタライ・ベース」を開業。
2024年12月時点で、京子のことはあきらめたらしく、よし子とクリスマスデートをしていた。
栄陽子（さかえ ようこ）：？
「大日本ジェネラル」の地下一階にある社員食堂に勤務する女性スタッフ。会社の男性社員たちにとってマドンナ的存在で、安部・飯野と仲良し。権藤にとっても憧れの存在。
山本 スーザンヌ 文子（やまもと スーザンヌ ふみこ）：水野小論（旧・水野顕子）
神保町のスターバックスでアルバイトをしていて、飯野と知り合う。
バイト中とそれ以外でキャラが異なる。
ギャルキャラのときは飯野のことを「飯野っすサン」と呼んでいる。飯野のことが気になるようで先輩によく報告している。
2013年12月24日に飯野にわざと告白させ、冗談で受理、すぐに冗談だと訂正しその場を泣いて去った。
伊藤夫婦（いとう ふうふ）：五十嵐明
会社近くにある喫茶「さぼうる」を営む。コロナのせいで一時休業するも、2022年5月に再開。なお、初代店長兼オーナーは鈴木さん。開発本部メンバーにとっては第三の居場所となっていて、彼らは安部たちの心情をお見通しである。古巣畑も（ノマドワーカーとして）常連となっている。
富岡 雄太郎（とみおか ゆうたろう）：松本亮
夏都の中学時代の元同級生、当然ながら茨城県出身。「さぼうる」の従業員として、夏都に再会する。リーゼントヘア、白いシャツ、丸眼鏡の容貌。夏都とは「トミー」「ひたちの」と呼び合う。実は夏都がスケバンだった黒歴史を知っているため、夏都は安部に「トミーのことは内緒」と頼む。
角館小町（かくのだて こまち）：渡会倫実
飯野が最近行きつけている、勤務地近くのスターバックスのスタッフ。秋田県出身で秋田弁がなまることがある。言葉がしどろもどろになって飯野の「～っす」が伝染した事もある。飯野は大場が「小町ちゃん」とフランクに話すのをうらやましく思っている。また、彼女が知り合ったつら美に自分の「夏休みの思い出」を話す。彼女は高校時代、陸上部にいて走り幅跳びで指導してくれた青柳にほれていたが、花火大会で偶然を装い出会った青柳に彼女・サユリがいる事を知り、告白できずに失恋する。
東畑香（とうはた かおり）：？
喫茶店「豆香房（まめこうぼう）」の店長。夫が隣のビル(中華料理店)に配達に来ていた人で、彼女自身がプロポーズして結婚。常連となっているつら美と親しい。りすみの相談にも乗っている。
矢的箱武（やまと はこぶ）：？
大日本ジェネラルに宅配物を運ぶ業者の一人。彼はイケメンというわけではないが、りすみが最近注目するようになり、猫の話をきっかけに親しくなる。関西弁を話す。りすみは彼に恋したことについて香に相談する。
ひたち野 夏都（ひたちの なつと）：加藤里保菜
シーズン12から登場。夏の時期に初登場した大日本ジェネラルの社員だった。
赤い眼鏡がトレードマーク。家族は弟がいる。
茨城県出身であり、ジェネラル時代は毎日2時間以上かけて実家から電車で出勤している。
「ポジティブ相談室」ではアンジュとともに虹花の相談に乗っていた。
実家に近い大洗海岸に一人でたたずんでいたところ、地元のサーファー・波板に声を掛けられて、彼の主催する「大洗ゴミ拾いの会」会員となり、毎週日曜日に早起きして彼目当てに参加していたが、波板がハワイに移住すると事で、脱退した。それを聞いた権藤に自らが委員長となる「SDGｓ委員会」に入会を勧められ、入会して委員会の仕事も率先してする事になった。
2023年、ゴールデンウィークを前にして、会社近くにある裏路地喫茶店「ドミンゴ」のアルバイトに転職（もともと、後継者問題で悩んでいて、名物のカフェモカがなくなるのを憂いて決意）。同じ時期に池杉に求愛されるが、もちろん断った。
「ドミンゴ」は午前中から、モーニング目当てのお年寄り客が多い。また、彼女が転職する前後からアンジュ、出母塚が常連客となっている（アンジュがよく来店しては相談されることが多い）。
弟の紅春加（べに・はるか）とは2024年7月上旬、一緒に故郷茨城を盛り上げるキャンペーンをしていた。
神保チョウ（じんぼう チョウ）：渡辺弥咲
神保町に生息する青い鳥。
勝じい（かつじい）：市川勉
「ドミンゴ」の常連客で、最近インスタ映えを狙っているご老人。カフェモカ（クリームあふれて、インスタ映えする）と間違えてカフェラテを頼んでしまい、夏都にクレーム。カフェモカに代えますかと聞くと、カロリー的に断られた。逆に彼は隣の常連客（声 - 小林タカ鹿）に「夏都ちゃんにあまり無茶を言わない」とたしなめられる。そんな彼の為に夏都は、餞別で安部からもらったラテアートの本を参考にして、彼のラテに犬の絵を描いて感涙された（実はこの日が死んだ飼い犬の命日だったという）。夏都とアンジュが「安部さんが権藤部長と出母塚さんのためにビクトリーコーポレーションの案件でフォローしようとしている」という話をしたのを聞いて、ビクトリー会社の案件関係者に連絡して大日本ジェネラルに再びチャンスを与えた。実はビクトリーの社長。
目黒（めぐろ）：渡辺弥咲
大場がバーでデートをした相手の女性。職業は出版社の編集者だという。（大場は）うんちく話で格好をつけるが、名前を「大崎」と間違えてしまう（大場曰く、山手線の駅でうろ覚えしたらしい）。直後、彼女に用事が出来てしまい、解散する。
大日本ジェネラル近所のケーキ店の店主：五十嵐明
アンジュが最近、経営企画部のトースターでクロワッサンを加熱して朝食に食べているのを見た権藤は気になっていたところ、出母塚が聞いてきたので「近所のケーキ店にある」という情報を知り、権藤は閉店間際の店に出勤日は毎日来店する（朝9時の営業開始なので、その時間は来店できず夜に来店しては朝食用とする）。店のおやじは毎回、クロワッサン1個を保管してくれてパンの売れ残りをおまけをくれるのだが、「クロワッサン」というあだ名をつけられ、クロワッサン1個の人と思われてしまい、困惑する権藤はついに店に出入りするのをやめた。彼は「クロワッサン、最近来ないな」というと、娘は「お父さんが親切の押し売りをするからでしょう」と注意した。
ノゾミ：？
安部・飯野行きつけの居酒屋を営む夫婦の長女。安部が入社したばかりの後輩部下である飯野を連れてきた当初は赤ちゃんであったが、2024年3月時点で高校を卒業。大学などにはゆかず、社会人になるという。安部と飯野は彼女に卒業プレゼントを与えた。権藤も隠れて行きつけとしていて奥の席に陣取っていたが、安部にはばれていた。
折詰姫子：まりな
神保町・すずらん通りに七夕（7月7日）まで、1週間限定で出店する弁当店の店員。彼女目当てで大場が毎日のように弁当を買い、親しくなる。大場がジェネラル社員と知ると、昨年に同じ会社で働く中年男性の社員がこの日かなり売れ残った弁当を見かねて「俺が全部買う、差し入れにするから」と言い、名前も名乗らずに立ち去った。振る舞いがイケていたのでイケメンと勘違いした彼女はもう一度会いたいと大場に言う。大場、旺次郎、つら美はそのイケオジをつきとめて、彼女に合わせた。現れた彦次郎に驚くが、再会を喜び旺次郎とつら美の後押しで二人はデートする。

### 「あ、安部礼司」の女性たち
現在安部は優と結婚しているが、これまでに安部の周りで何度か登場した女性達が多数存在した。その中でも、主な登場人物を以下記述する。
西園寺 玲子（さいおんじ れいこ）：那須佐代子
鹿児島県枕崎市出身。大日本ジェネラル コンテンツ開発部課長。飯野曰く「叱られたい」と思うファンが多いらしく、飯野もその一人である。最初は安部と反目し合っていたが、徐々に彼の「フツーな部分」に惹かれていった。しかし、本人の希望であるニューヨークへの赴任が決まり、安部の前を去って行った。頑張りすぎる性格で、その辺を安部と大場は心配している。
大場部長と一緒に沼津へ行った浮気相手が彼女だと思われる（第5回）。第52回の放送で久しぶりに登場し、大場部長とは大人の会話を交わしていた。
岩月 加奈（いわつき かな）：小関里恵
宮城県石巻市出身。出演当時26歳。名前の由来は「曰く付きかな」。初登場時は安部のオフィスの近くにある衣料品店の店長だった。畳屋の軒先で夕立ちの雨宿りをしていた時に、安部と運命的な出会いを果たす。料理が得意で、趣味は読書と旅行。好物はホットケーキ。好きな場所は図書館と鴨のいる公園。落ち着いた雰囲気と癒しの声から“ミラクルボイス”と称えられ、レギュラー陣と比べても非常にファンが多い。しかし、直ぐに泣いたり、頑固であったりと意外な一面ものぞかせる。心理テストによると、精神年齢は80歳と判定された。
安部と一緒におばけ屋敷へデートに行くなどかなり親密になるが、彼女の父親が病気に罹ったために衣料品店を辞めて一時東京から去ってしまう。しかし2006年12月に東京に戻ってきた際には突然大日本ジェネラルを訪れ、安部に「萩の月」を置いてゆくなど徐々に安部に対し積極的になっていく。その後六本木ヒルズの近くにあるドラッグストアに勤めるようになり、偶然刈谷と顔見知りになる。
クリスマスイブには実家から東京に出てきた父親とはぐれ、安部に助けを求める。その後父親が無事に見つかった後、ふとしたきっかけから安部とキスし付き合うこととなり、半同棲生活を送る。このまま幸せな日々を送るかに見えたが、父の容態が悪くなり、安部に未練を残したまま、突如故郷へと去ってしまう。
義兄・金太郎に対し、昔から兄弟以上の感情を抱いている様子が見られ、彼女の義兄への特別な感情を知ってしまった安部が断腸の思いで身を引いたことにより、安部と別れてしまった。
その後も、安部と南野が泊まった沖縄のホテルに幻のような形で登場する（第72回）、東北出張中の安部が、彼女との思い出の地である宮城県石巻市の日和山公園を逡巡しながらも訪れる（第86回）など、他登場人物やナレーターの台詞に上る等、レギュラー（安部礼司の同僚）以外では重要な登場人物の一人となっている。
2007年12月24日「電リク!今ツボだらけのくりすまスペシャル!」では、「日産のCM 私がやってもいい加奈」という特別バージョンのCMを1時間置きに放送した。また、スペイン坂スタジオでのシルエット放送時、安部と優が席を外した際、再びラジオネーム「加奈ぽん」として刈谷に電話を掛けてきた。このときスタジオの外から掛けているとの事で、辺りが騒然となった。
『か、刈谷勇』に出演したことがあるが、以前とキャラが変わりノリの良い性格になっており、刈谷からキジムナーかと疑われたり、刈谷イズムを受け継いでいると言われる。
2020年11月22日、安部が立ち寄った神保町の占いの館にて夢の中で登場。
2024年11月17日の放送終盤、安部がたまたま聴いていたラジオ番組でラジオネーム「仙台市の安部礼司大好きっ子」の投稿が紹介され、チーム安部礼司の仙台出張の話題に触れ「十数年振りにまた会える」「日和山公園でまた会いたい」、そしてあの曲がリクエストで流れると安部が激しく動揺した。
2024年12月8日放送回にて、安部の脳内に遠い異国の地から登場。能登の震災に心を痛めつつも、安部(とマジカ)が下見出張で仙台に来たのを喜んでいたが、どうやらフラれた事は根に持っている模様(最も、実際はフッたのではなく、前述のように安部が断腸の思いで身をひいたものだが)。
携帯の着信音はパッヘルベルの「カノン」。
柿村 カテリーナ 和子（かきむら カテリーナ かずこ）：古海裕子
安部と同期入社で同期の中で一番最初に課長になった。安部曰く「アフリカのコンゴ川流域近くの小さな国出身」。好きな言葉は「やる時はやる」。嫌いな言葉は「やれるのにやらない」。名前の由来はハリケーンの「カトリーナ」。
気が強く、新人研修時代から皆に嫌われていたらしいが、安部だけには何やら違ったらしく、ツンデレの傾向がみられる。
コンテンツ・ビジネス部へ研修に来たのは、自らの希望。
後に、インド支社へ異動することになる（第52回）。インドでは日本人美大生ヤッくんとできちゃった結婚すると告げ、安部を驚かせている（第89回）。
安部が優への気持ちで揺れ動いていたとき、自らの結婚までのいきさつを話し、最後には安部の背中を押した。
飯野 カナ（いいの カナ）：池谷のぶえ
2006年現在で53歳。飯野平太の母。名前の由来は「いいのかな?」。
夫との熟年離婚を考えていて、2008年の元日についに離婚した。従って既に姓は「飯野」ではない可能性があるが、旧姓等は明らかにされていない。
安部に本気で惚れており、安部のブログを少なくとも1日百回は観たり、息子から安部に恋人ができたと聞いた時は、車で安部の元に向かおうとするなど半ばストーカーのような一面をみせる。飯野自身も安部を「お義父さん」と呼ぶ心の準備が出来ているとのこと。東京に上京した際には必ずと言っていいほど豊橋のちくわを持参している。
安部をはじめ、気に入った男性には「ちくわキッス」をお見舞いする。
自分の息子の恋人、サトミのことを「毒蜘蛛」と呼び牽制していたが、婚約を機に認めるようになった。
矢田三郎とは学生時代からの親友。
番組内CM「日産連続ラジオCM飯野と母ちゃん」に出演していた。
南野 凪子（みなみの なぎこ）：富坂晶
沖縄県出身のためか泡盛が好き。フライトアテンダントで、安部とは合同コンパで出会う。
安部の沖縄出張の際、ドライブに付き合ったことがその後のご当地ナビ開発に大きく影響したことなどコンテンツ・ビジネス部復活の影の功労者にもなっている。
仕事上の行き詰まりがありフライト・アテンダントを辞めて沖縄に戻ることを安部に伝えた。本当は気になる存在だったが、倉橋優の存在を知り最後まで安部に対する気持ちを告白できなかった。
神尾 結衣子（かみお ゆいこ）：宮内知美
神保町にある美容室「サロン・ド・ロン」の新人美容師。27歳。岩手県宮古市出身。実家はスーパーを経営。
頑固者の兄がいる。
名前の由来は、美容師の職業をそのまま表した「髪を結う」から。
すぐ泣いてしまうが「全てのことに意味はある」と考える、非常に前向きな性格でもある。最初の客が尾藤怜で、最初はかなり怒られていたが、それに耐えて一人前に成長した。
話す声が加奈にそっくりであり、それが安部を迷わせることになる。
クリスマスイブの日、安部は結衣子と会う約束をしていたが、土壇場で倉橋優の元へ行ってしまい、振られてしまう（第89・90回）。安部の方からハッキリとした形で振った唯一の女性である。イブの日の行いが後ろめたかったためか、安部は2008年の初夢で恨み言を言う結衣子に悩まされることになる。
普段の声は可愛らしいが、安部の悪夢や第108回で言った本音など、時にサディスティックな声との差が大きいのが特徴。
携帯の着信音は宇多田ヒカルの「Automatic」（着うた）。
満里奈（まりな）：飯塚雅弓
3年前（放送当時の2010年2月14日から数えると、2007年）、安部と飯野と大場が通っていた定食屋でアルバイトをしていた女性。
3年前のバレンタインデーに、常連客の安部と飯野と大場に義理チョコを贈る。しかし、安部宛てのチョコレートのみに細工をし、自身の携帯電話の番号と告白の手紙を忍ばせていた。しかし安部は全く気づかず、満里奈からのチョコレートをどうしたかも記憶にない。
安部が満里奈の経営する喫茶店に立ち寄ったことで偶然満里奈と再会する。そのとき安部が結婚指輪をしていなかった（黒ずんでいたので、優が洗浄に出すと言って預かっていた）ため、満里奈は安部がまだ独身であると誤解し、安部にアプローチする。バレンタインデー当日に安部と神保町の女坂に行き、本命チョコを渡し告白するが、優と鉢合わせしてしまう。
ただし、上記の一連のエピソードはすべて夢オチである。

### ゲスト
番組内に著名人が本人役（もしくは本人を強く示唆させる役）で登場することがある。特記なき人物は本人役として出演。

### その他の登場人物

#### 刈谷家
刈谷 勇（かりや いさむ）：杉崎真宏
安部の元同級生。1972年4月1日のエイプリルフール生まれ、AB型Rh-という珍しい血液型。
名前の由来は出世第一主義を意味する「キャリヤイズム(careerism)」。
東京大学を卒業後、ハーバード大学ビジネススクールに進み、MBAを取得。現在は六本木ヒルズにあるIT系の会社に勤めるサラリーマン（本人曰く「勝ち組ITイケリーマン」）。年収は数千万円（アハ〜ン万円）で、自宅も六本木ヒルズにある（いわゆる「ヒルズ族」）など、あらゆる面で安部よりも圧倒的優位に立ちつつも、なぜか彼をライバル視して執拗に絡んでくるうっとうしいキャラクター。登場当初はエリートを翳し平凡な安部をバカにする嫌味なキャラ設定だったが、次第に安部の良きライバル兼親友、劇中最大のギャグキャラへと変貌していく。ギャグ担当になっても当初の設定通りエリートとしての圧倒的なスキルは有しており人脈も広く、仕事の面でもプライベートの面でも安部やその仲間達の手助けをすることが多い。
立ち蕎麦界では「コロッケの勇」である。
安部を待ち伏せしたり、安部とサトミの電話に混線といって乱入してくる、安部宅の押入れに不法侵入を繰り返すなど、安部に対してストーカー的な行動を取ることも多い。本人曰く、安部との関係は「布袋と氷室」とのこと。
「あーっはっはっはっはっ!」という特徴的な笑い声で始め、「ドSネタ」と呼ばれるサディスティックなネタを言う。もっとも、本人自身はMキャラで、妻の前ではドMであるとのこと。
周囲の者に“テンプルにカチンとくる”行動を取るのが特徴（前述の笑い声も周囲からは「テンプルにカチンとくる笑い声」と称される）。この笑い声は楽しいため笑う時と、安部の「あたっ」同様失敗時に笑う時と2つある。
しゃべり方にも特徴があり、自分の名前を名乗る時は「きゃーりやいさむ“どエス”!」と言い、一人称でしばしば「ボキ」を使用する。また、安部のことを「安部きゅん」と呼び、大場は「ぶっちょさん」、飯野は「イーノっす君」、逸田は「言ったっしょさん」と呼ぶ。
家族は妻・いずみと一人娘・のん。妻とはまだ貧しかった学生時代に結婚。娘ののんはもともと理系だったが文系に転向した。
愛車はラフェスタであったが、2015年6月ごろの番組中のCMを聞く限りエクストレイルへ乗り換えた模様。
携帯の着信音は『スター・ウォーズ』のオープニングテーマ曲→チェッカーズの「星屑のステージ」（かかってくる人によって着信音を変えており、安部からは槇原敬之「The Average Man Keeps Walking.」、妻いずみからの電話は『スター・ウォーズ』のダースベーダーのテーマに設定されている）。※CMでは森高千里「ラララ ドライビング ラララ ラフェスタ」。
番組の終盤、安部の携帯に電話をかけることが多い。
刈谷ファンのことを「カリヤー」と呼ぶ（これは番組内で刈谷が実際に使っている）。
安部礼司本編が放送後ニコニコ動画に無断アップロードされている事や、それを見ているニコニコ動画のユーザーをネタにしている。
第629回（2018年4月29日）をもって会社を辞め、渡米という形で降板した。リニューアル後は彼の存在について番組内で語られていないが、現在もリスナーからは復帰を待ち望む声が上がっている。

刈谷 いずみ（かりや いずみ）：（旧姓：森野）小林さやか
刈谷勇の妻。安部や永太と同じ10月10日生まれ。岩手県出身で、盛岡市の福田パンが好物。
刈谷とは大学時代に彼の風貌を馬鹿にした他の学生を平手打ちしたことがきっかけで出逢い、現在の刈谷の性格に影響を与えた。「あーっはっはっはっはっ!」という刈谷の笑い声は、学生時代感情の乏しかった刈谷に対するいずみの「笑った方がいい」という言葉が始まりで、彼女も度々同じ笑い方をする。
仕事ばかりで家族のことを蔑ろにしがちな刈谷に不満を持ち、よく娘と共に家出をする。家庭環境は冷え切っているが、夫への愛が無くなっているわけではなく、刈谷が他人に馬鹿にされた時は「夫を馬鹿にしていいのは自分だけ」と激昂する場面を見せた。
優とは同じ妻同士仲が良く、飯野には夫とのことで時々悩みを相談している。同じ誕生日の安部とも仲がいい。
刈谷 のん（かりや のん）：中野咲希
刈谷勇・いずみ夫婦の娘。
名前の由来は「ノン・キャリア」。「のん」という名前はいずみが好きだった児童文学『ノンちゃん雲に乗る』から名付けられた。
母・いずみ同様に父・刈谷を煙たがっており、時々彼に対する呼称が「パパ」から「刈谷」になる。家にいる時の大人しい刈谷をつまらない父と思っていたが、外での本来の姿を見た時は考えを改めていた。
好きなタイプは福山雅治で、彼が結婚した時はましゃロスに陥っていた。

#### 飯野家
安部と同じ部署・開発本部の後輩社員と、その家族。
飯野 平太（いいの へいた）：市川訓睦
1980年2月14日生まれのサラリーマン。血液型O型。愛知県豊橋市出身。
名前の由来は革新者を意味する「イノベータ（innovater）」。
「…っす!」という、体育会系を連想させる雑な敬語を話す。
優しく非常に人懐っこい性格で、実母からホモ疑惑をかけられるほど安部を慕っている。
安部以上に物知らずだが、ゲームやパソコン、アニメなど、アキバ系の情報には非常に詳しいが、それが災いして優など会社の同僚から「すね毛の生えたピーター・パン」などと呼ばれたこともあった。所有しているパソコンはマックだが、本人曰く「マカーじゃない」。
「人を不幸にして、自分だけ幸せになるのは嫌だ」（第92回）という程普段は人柄の良い人物だが、キレたり調子に乗ったりすると人が変わってしまい、口調も乱暴になる。また、ネット上（特にfacebook）では社内での姿とは全くの別人であり、安部と大場を唖然とさせた。
愛車はウイングロードであったが、南総サトミとの結婚を機にたまたま見かけた日産ショールームに展示してあったノート e-POWERを気に入り、購入する。
携帯の着信音は音程が普通のBOØWYの「Marionette -マリオネット-」。
2013年12月23日以降、南総サトミと遠距離恋愛をしていたが、2015年10月2日のABE-GIGでプロポーズし無事受け入れられた。
2017年1月22日に、日産 グローバル本社ギャラリーにおいて開催された「安部礼司フェスティバル2017～飯野とサトミのウェディングパーティー～」にて結婚式、披露宴を開催。同年7月にはサトミとの間に第一子、半平太（はんぺいた）が誕生した。
長年後輩キャラクターだったが、後輩の出向旺次郎の登場により、先輩としての立ち振舞いが増えている。だが、安部とはアンジュいわく「恋人のような関係」で、彼が里美について熊本へ引っ越そうとしたときは、安部に強く止められて断念している。
虹花との由比ガ浜案件では半平太の一件で、しばらく虹花のフォローができなかったが、それを解決させると由比ガ浜へ直行した。安部と一緒に五十嵐社長を接待するために昭和の歌を歌わされるが、本当は優里の「ドライフラワー」が歌いたいという。
彼は大場の「ネアカ、のびのび、へこたれず」を聞いて「パクリOKなら、俺も気の利いた言葉がいえる」と真似してつら美に「自分の限界よりも、（一歩前に限界）線を引いているんじゃない」と助言したところ、つら美本人は元ネタを知っていて、「それあだち充先生のH2ですね」と突っ込まれた。すると優は「新人の頃のアンジュは君に救われたよ」とフォロー。
つら美、アンジュの話から終わらせ屋（疫病神みたいな都市伝説の人、その正体はエンドウハジメ）が安部のことを付け狙っていることを聞いて、「安部さんがいなくなるのはいやです！」と悲しんだ。
飯野 サトミ（いいの サトミ）（旧姓南総）：寺崎裕香
名前の由来は『南総里見八犬伝』（⇒南総サトミ派遣伝）から。
実家は温泉旅館。気が緩むと熊本弁が出る。
当初は、あまり仕事が出来ない可愛いだけの派遣社員だと思われたが、実は仕事の出来るスーパー派遣社員であることが判明。兄弟は弟のカズヤがいる（彼は日比笑美子と結婚したらしい）。
かつて福岡の短大時代に新人として地元の劇団に所属、女優を目指して一大決心し東京に行くが挫折を経験した後に派遣社員になった。
携帯の着信音は森高千里の「ラララ ドライビング ラララ ラフェスタ」。
2013年12月24日以降、飯野平太と遠距離恋愛をしていたが、2015年10月2日のABE-GIGでプロポーズされ、受け入れた。飯野のガンプラ愛は理解出来ないが、新しいガンダムの事に関してはやたら詳しいらしい。
2017年1月22日に、日産 グローバル本社ギャラリーにおいて開催された「安部礼司フェスティバル2017～飯野とサトミのウェディングパーティー～」にて結婚式、披露宴を開催。
飯野 半平太（いいの はんぺいた）
平太とサトミの長男。父の名前を少しアレンジした。

#### 刈谷・飯野家以外
久留間 翼（くるま つばさ）：桐本琢也
1971年生まれ。誕生日が登場時ごとに異なるが、現在は11月23日（いい日産の日）生まれになった模様（大募集! 安部礼司の友達10.000人キャンペーン公式サイトより）
名前の由来は日産自動車が提供するカーナビのサービス「カーウイングス」の直訳から。
安部と同学年で3人の子持ち。
悪酔いすると変な関西弁やラムちゃん言葉でしゃべる癖がある。
登場当初は開発事業本部本部長としてN社カーナビ担当であったが、現在は熱血営業マンとして全国を駆け回っているようだ。
番組内のCM枠で「久留間翼のブーブーサンデー」、および「久留間翼のゴーゴーサンデー」と題する日産のCMに出演していた。
シーズン5では、日産の自動車販売店の社員から成る「KRM48（久留間フォーティーエイト）」という「アイドルユニット」（久留間・談）のリーダーを務めている。CMでKRM48のメンバー（日産の自動車販売店の社員）にインタビューをし、メンバーと共に営業に勤しんでいる。
シーズン4, 5と2年連続で番組続行を発表する大役を任されている。
哀悼 愛之助、相倉 アイリ（あいとう あいのすけ、あいくら アイリ）：？
権堂が人間の部下相手につかれて「部下がAIだったらいいのに」と思い、妄想にふけると夢に出てきたAIの部下。元のモデルは片岡愛之助と榮倉奈々、権藤によれば2人は「ラブリン」「アイリン」と呼び合うほどの恋仲らしい。権藤と安部にダメ出しをする（安部との共演は大喜利コーナー）。
しゃべる家電（しゃべる かでん）：一龍斎 貞弥
大場が購入したセカンド冷蔵庫。権藤が購入した新しい給湯器が会話できる。権藤はつら美の真似をして「人形の歌」に「誰か私を癒して」と歌を入れた。その給湯器の声は安部、権藤の同期の女子・湯田熱子（安部を「あべっち」、権藤を「ごんディー」と呼ぶ）と近所の居酒屋女将の声に似ている。
トモミ：？
皐月が飯野と訪問した根津の江戸野菜薬膳料理の店の女将。もともと、神田で人気の店であった。
引立真澄（ひきたて ますみ）：？
大場の元同僚で、大日本ジェネラルに在籍していたが、転職。転職先から大場を引き抜こうとしていた。妖艶な女性。
サボテン売りの行商（サボテンうりの ぎょうしょう）：五十嵐明
安部がサボテンに興味を持ち、噂を聞いて階に訪れた先の行商人。テンプレ通りのメキシコ男の格好をしているが、実は東北出身（安部は「ドンタコス」とあだ名をつける）。安部は彼から緋牡丹サボテンを買うが、つら美によれば「そのサボテンにはとんでもない副作用がある」と注意される。その後、安部は彼に出会う事はなくなった。
マイ：？
大場が最近行きつけているバーのママ。大場のことを「嘉門さん」と呼ぶ。そこのバーにはいくつかのサークルがあり、大場は俳句部に所属。彼女自身はほかに釣りも上手である。
残田念次郎：小林タカ鹿
旺次郎が以前いた会社で一番親しかった先輩。消極的なオーラと生き方であったが、当時は熱血だった旺次郎の姿勢を見て、旺次郎の企画をけり続けた課長（声 - 増田晋）を説得、旺次郎の企画が通る事になり、その案件に彼も関わる事となった。
槍杉：？
大日本ジェネラル契約相手の一つ、丸罰商事の課長。仕事は出来る切れ者だが、飯野がアンジュと商談に来た際、言葉を「オーベルジュ」を「オーベルルージュ」と言い間違えるなど、1個多く言われて失笑される（これも安部に窘められる）。
日下山：？
業務推進部所属でラグビー部OB。権藤の提案したインプットホリデー（よりよいアウトプットのための休暇、自己啓発や文化活動などの目的。大日本ジェネラルでは2か月に1日）が採用されたのだが、それを申請するのにパソコンの売上伝票にインプットする勘違いを起こしたと、飯野が笑いの種にしていた（それを聞いた安部に窘められる）。
東本願寺綾子：浅野千鶴
お得意先の一つ、本丸コーポレーション（お風呂グッズを営業していた本丸商店がルーツ）の社員。「すっぽん」な性格で、かなりの出世頭。優がアンジュに回してくれた案件（40年記念式典のコンペ参加）で、アンジュは虹花と商談に出向くが、アンジュに式典ではなくノベルティの提案を提示されるが、懐古主義嫌いの彼女は一刀両断する。しかも虹花にフォローされるアンジュに呆れるが、なぜか「モーレツ」なアンジュを気に入り路地裏のバーに誘いアンジュを引き抜こうとする。「せっかちなので」と3日だけ猶予期間を与えるが、アンジュは安部と話している内にヘッドハンティングを断る（彼女はいったん保留にするというにとどまった）。彼女は今でもアンジュをスカウトしたいと思っている。
平均治（たいら きんじ）：大高雄一郎
安部と同期入社であったが、早くも大日本ジェネラルを退職。老舗和菓子屋・饅頭屋本舗の部長になっていた。安部に企画を持ち込むが、実は長らく安部のことを嫌っていて、下手な案件提出をしようものなら、悪態点こうとしたらしい。名前の意味が似ていることからよく比較されていたこと、先輩上司から「ライバルになるのでは」と言われた事、それに対して安部が平然そうな対応をしていたのに憤慨してとのことであった。
豆ちゃん（とうちゃん）：五十嵐明
つら美が飼育していた、豆苗（野菜）コンビの兄貴分。つら美のために暴走しようとする苗君に対するストッパーの役目もしている。旺次郎のほかに安部も彼らの言葉が理解できるため、つら美のために助けを求めるが、「忙しいので無理」と断られた。
苗君（みょうくん）：宮本奈津美
つら美が飼育していた、豆苗（野菜）コンビの弟分。つら美ラブで旺次郎に対して敵対心を持っていたが、豆ちゃんに窘められ、つら美のために旺次郎のところへ説教しに行き、「（旺次郎のおじさん構文メールを嘲笑した）池杉ってガキだな、相手にするな。（旺次郎は）おじさんでいいじゃん」と助言する。
図針中（ずばり あたる）：？
旺次郎を占った占い師。旺次郎に「仕事運に注意」と忠告。そこから旺次郎は「彼の名前がすごい」と安部と部署の面々の氏名って、名は体を表す話になった。大場も話に加わり、安部入社前に上司だった名似矢の話をする。
名似矢徹（なにや とおる）：石丸謙二郎
安部が入社する前に退職した大場の伝説の鬼上司、昭和の大日本ジェネラルを支える敏腕アイデアマン。今年で70歳。「なにやっとる！」が口癖、いつも体を鍛えて筋肉ムキムキ、迫力あって怖かったと大場が説明。退職後、大分に帰郷して地元企業のお手伝いをしている。最近、「古巣の会社の若い人と仕事がしたい」と大場にオファー、大場は勇子、旺次郎と一緒に仕事をさせる。旺次郎の捨て企画を一発で採用した後、安部を誘い2人で昼食を取りに行く。彼は部下と仲のいい安部をうらやましがっていて、大場たちが自分を恐れるあまり、距離を取っていることを寂しいと安部に話す。彼を恐れるあまりミスを隠していたことを白状した旺次郎に怒らず「チームだし、もっと早く話してほしかった」と諭した。大場には「今迄の鬼、強面な自分ではなく、腹を割って若い人と仕事したい」と説明した。
波板乗男（なみいた のりお）：五十嵐明
週末、一人で大洗海岸にたたずんでいた夏都に声をかけて彼の主催する「大洗ゴミ拾いの会」に入れた、地元のサーファー。夏都は彼目当てに毎週、ゴミ拾いをしていたが、彼がハワイへ移住する事になり、会を脱退する。
レイ：渡辺弥咲
ツヨシの姪（妹の娘）で、母であるツヨシ妹とともに岩手に在住。彼女が生まれて数か月後、東日本大震災が起こり、しばらくツヨシの下で3人暮らしをしていたが、再び岩手に帰った。2022年度現在は小学六年生、ツヨシと再会したところ、アンジュに浮気相手と勘違いされて、スッキリーマンが間に入って介入する羽目になった。スッキリーマンとツヨシの話からアンジュがツヨシの新彼女と知り、アンジュに面会して「姪」であると自己紹介。だが、アンジュのことは警戒していて（というより敵意もあり）、「あなたの事はまだ認めていませんから」と怪訝な対応をした。
凸凹商事の社長（銭形・父）：五十嵐明
大日本ジェネラルの取引相手。取引の営業案件をめぐってアナログなやり方にこだわる彼は息子・平太郎と衝突。担当は「どっちでもいい」と言われてしまう。つら美と安部は板挟みとなるが、社長の情熱的な話を聞いた安部は感動する。
凸凹商事の専務（銭形平太郎）：奥田夢叶
つら美、安部が担当している案件をめぐって、「令和のやり方がある」と父である社長と衝突。現場は彼を支持するが、担当は中立的な立場でつら美は困惑。だが、社長の話を聞いた安部に助言されて、譲歩する形で解決。
チャチャットGDP：？
勇子が安部のためにつけたAIの秘書（その正体は「チャットGDP」）で、安部のスケジュール管理だけでなく、かなりの仕事をこなすので勇子に「安部いらず」と言われ、安部は落胆と思ったところで起床。安部の夢の中であった。
りすみのスマホ：小林タカ鹿
りすみの執事として音楽掛けたり、映像視たり、デリバリーを頼んだりされていることなど、頼られることに生きがいを感じる。
大月ごろう：？
アンジュの高尾天狗山小学校時代の元同級生。虫に詳しい博士なので、あだ名は「ムシゴロー」。タイムカプセルを見に行こうと誘うも一度は忙しいので断られた。だが、アンジュも考えがあってか彼を伴い夜の母校へ。二人で木下を掘り起こすと缶詰がでてきた。彼は「虫博士になっているだろう」、アンジュは「水に成れ」の文章であった。アンジュの文章は大好きな長兄・ダイの影響を受けてとの事。アンジュにそのことで感謝されると、逆に「俺を（小学時代に）いじめから助けてくれてありがとう、君のおかげで今の俺がいる」と感謝された。さらに彼は父が怪我で引退したので虫博士になるのをあきらめて家業の大工を継いだことをナオから聞いて知る。
城島（じょうしま）：五十嵐明
安部、権藤が新人だったころの直属上司で、後に退職している。権藤は彼と安部、三人で徹夜で酒を飲み、朝の仕上げに駅そばでよく食べていたのを思い出し、久しぶりに駅そばへ来店（安部も彼を思い出して来店）。彼は「お前ら真反対だが、二人合わせてバランスがいいんだ。大事にしな。」と忠告、二人は最近彼の訃報を知り残念がっていた。そのころ安部は開発本部存続のために起死回生策で悩んでいたが、権藤と話している内に「自分なりのオンリー、ナンバーワン」＝普通遺産を思いつき、権藤に感謝。権藤は「俺は何もしちゃいないが、安部が助かるならいいか」と思った。
鮫田瞳（さめた ひとみ）：？
大二郎の中学時代の（特に1年次、A組の）同級生。髪の毛がピンク色。武勇伝を話す大二郎を「昔から小さい奴だった」と突っ込むが、大二郎が転校で引っ越すとき、彼女だけが見送りに来てくれていた（そういう理由から彼女が）。大二郎を走りに使い、「あまいいらない」というと、大二郎が「労働対価が！」と返すと、「そういうとこ、変わんねえな」という。同窓会に来たのと見送り（同情か憐憫、嘲笑目的かと気になって）の理由を聞くと、「どっちも単にお前の顔を見たかっただけだ、あと周りを怖がらないで頭を下げれば人生楽勝だ」と答えて去った。
宗高成（むね たかなり）：駒田航
つら美がドはまりした人気スマホゲームのキャラクター。
灰色スーツのおじさん：五十嵐昭
突如としてあらわれ、安部に「時間を僕（時間貯蓄銀行）に預けて貯金しませんか」といってきた怪しい男。モデルはドイツ児童文学「MOMO」に登場する「灰色の男たち」。安部は断った。
狸：？
安部と権藤のもとに出現、「やめたくてもやめられないものを克服しよう」という。
二点五次元大介：五十嵐昭
つら美とイケテルが参加したワークショップを企画した2.5次元演劇の演出家。残念ながら二人は最終選考には残らなかった。名前のモデルは某怪盗漫画の準主人公。
西島寄人（にしじま よりと）：？
旺次郎の帰属先である「大日本イーグル」の先輩。旺次郎と元の職場近くで再開して飲むが、会社の実情を話した上でで「戻らない方がいい、ジェネラルに残れる方法を考えなさい」と旺次郎に忠告。彼によれば「会社は新宿から立川、奥多摩と都落ち、新社長は暴君、退職者が続出している」という。
謎の博士：宮川大輔
旺次郎が大日本ジェネラルに残るべく、登用試験に挑戦するのを見届けていた男。同じスポンサーの番組『博士は今日も嫉妬する』からの連動出演。
滝河原ユキコ：？
大日本イーグルの重鎮で経理担当、旺次郎の先輩上司にあたる。旺次郎が大日本ジェネラルの登用試験に落第して大日本イーグルに戻ってきたのを憂いて、西島がイーグルを退職したことを話す。
サルリーマン：小林タカ鹿
大日本イーグルに都落ちした旺次郎が落ち込んでいた時に現れた奥多摩のサル。彼は旺次郎の様な仕事をしているらしい。
その後も旺次郎と仲良くなり、ポン吉くんが旺次郎を心配していることを話す。
ポン吉くん：もたい陽子
旺次郎、サルリーマンが話していた時に出会う。旺次郎に会いに来たつら美に道案内をするうちにつら美に惚れてしまう。
だが、つら美の気持ちを考えて旺次郎とを破局させないように奔走する。
踊町なおや（おどりまち なおや）：？
アンジュの高校時代の元同級生。同じクラスだった大月から教えてもらった連絡先をかけて、アンジュに声をかける。
紅はるか（べに はるか）：？
夏都の弟。2024年7月、神保町で姉の仕事の手伝いをしていた。
秋野そら：？
2024年秋の時点で、池杉が惚れていた女性。その後、進展したのか12月に池杉とクリスマスデートをしていた。
影野：？
安部の先輩。20年前に世話になった。
崖山：？
大場の同期であった。
稗田：？
マジカの元同級生
駒谷かな子：？
大場の前に出現した、気配り上手な美女。

## 大日本ジェネラル
ストーリーの中心になる「大日本ジェネラル」は、某電器メーカー傘下の中堅企業で、社員は約80名在籍。2018年で創業60周年を迎えるという設定。大阪、札幌、松江、高崎、沖縄、ニューヨーク、アラスカ、インド、北京、香港にも支社があるらしい。また、地方に「大日本ジェネラル倉庫」という子会社があるらしく、安室礼司が人事異動で大阪から札幌へ異動になった際、安部は「ミス1つで鬼のような人事、結構侮れないぜ、大日本ジェネラル」と心の中で呟いていた点から、人事に関しては結構厳しい様子。
2006年度
新たなる部署として「コンテンツ・ビジネス部」を設立。この目的はソフトウェア新規参入を計画することによる。部長の大場を筆頭に、安部ら3名が所属。新規部署で、まだ発展途上ということもあり、成果は今一歩といったところである。安部のアイデアで各地域の観光スポットなどを収めたカーナビソフト「ご当地NAVI」を開発し、納品作業完了と相成った。
2007年度
コンテンツ・ビジネス部は僅か1年で解散。各所属社員はそれぞれ営業推進部営業特別推進課（通称：営業十課、略して営十）の異動を命じられた。ここでは、光る豚の置物や8曲しか入らないMP3プレイヤーの販売推進（売れ残っている在庫の処理）を行っている。しかしその営十も、現在尾藤取締役（後述）によって廃部される危機になっていた。部長以下、密かに「ご当地ナビ」復活に動いていたが9月にN社（日産）への売込みが成功し、10月からコンテンツ・ビジネス部も復活している。
2008年度
コンテンツ・ビジネス部において、継続して「ご当地ナビ」開発を進めていた。
日産のサイト“N-Link”でご当地ドライブナビを毎月23日（日産の日）に更新していた。
安部家の車を決めてもらう企画が行なわれ、投票の結果、日産・キューブに決定した。
2009年度
部署統合によって発足した開発本部において、「ご当地ナビ」に続く新企画を進める。
新しく逸田祥子、矢田三郎、姫川皐月がレギュラーキャラクターとして登場。開発本部としての業務的成果は2009年度終了時点で明確ではない。
2010年度
従来の開発本部内に「なにやる課」（課長は主人公の安部礼司）が新設される。30代男性用下着の開発に取り組み、「アベパン」を商品化させた。
2011年度
2012年2月5日（日）に放送300回を記念して「あべ博」（あべはく）を日産グローバル本社ギャラリーにて開催
あきる野純直が準レギュラーキャラクターとして登場。
2012年度
2013年1月12日（土）、13日（日）の2日に渡り「あべフェス」を前年に引き続き日産グローバル本社ギャラリーにて開催。
「なにやる課」消滅。
2013年度
鞠谷アンジュがレギュラーキャラクターとして登場。
2013年12月22日（日）に日産自動車グローバル本社ギャラリーにて「あべ魂」（あべこん）を開催。
2014年度
2014年12月21日（日）に日産自動車グローバル本社ギャラリーにて「あべキュン」を開催。
2015年度
2015年10月2日（金）に日本武道館にて「ABE-GIG」（あべギグ）を開催。
2015年11月8日、放送500回を迎えた。
2016年2月14日、放送10年を記念したオリジナルソング「日曜日に会おうよ～Great Average Days／TEAM安部礼司」を一般発売。
2016年度
2017年1月22日（日）に、日産 グローバル本社ギャラリーにて「安部礼司フェスティバル2017〜飯野とサトミのウェディングパーティー〜」を開催。
2017年度
2018年1月28日（日）に、日産 グローバル本社ギャラリーにて「あべフェス2018〜開局! FM AVERAGE〜」を開催。

## テーマソング
「メインテーマ」（映画『荒野の七人』より）
作曲 エルマー・バーンスタイン
シーズン3途中〜「The average man keeps walking.」
作詞・作曲・歌 槇原敬之
シーズン5〜「春の日 夏の陽 日曜日」
作詞・歌 渡辺美里・作曲 大江千里
シーズン10途中～シーズン13途中「日曜日に会おうよ 〜Great Average Days〜」
作詞：村上大樹・作曲：金子隆博
歌：TEAM 安部礼司

## 「あ、安部礼司」を核とした特別番組

### サンデー／ホリデースペシャル
これらの特別番組は原則として東京ローカルで放送される。
- 2006年8月6日日曜日 19:00-20:00（JST） サンデースペシャル あ、安部礼司 -BEYOND THE AVERAGE- スペシャルエディション 〜ザ・番外編
- 2006年11月23日木曜日 18:00-19:00（JST） ホリデースペシャル あ、安部礼司 -BEYOND THE AVERAGE- 今さらツボなセレクション 冬の陣
- 2007年5月27日日曜日 19:00-20:00（JST） サンデースペシャル あ、安部礼司 -BEYOND THE AVERAGE- 清く正しくサラリーマン!
- 2007年9月2日日曜日 19:00-20:00（JST） サンデースペシャル か、刈谷勇 今さらツボなセレクション 夏の歌を聴かせて!
この番組のみ、ラジオドラマではなくDJ刈谷勇による生放送番組。
- 2008年8月31日日曜日 19:00-20:00（JST） TOKYO FMサンデースペシャル NISSANあ、安部礼司 緊急生放送 お疲れサマーin湘南
- 2009年9月23日水曜日 11:30-18:55（JST）TOKYO FMホリデースペシャル IMATSUBO X
コンピレーション・アルバムCD第2弾となる『IMATSUBO X』発売を記念して80年代J-POPなどを中心に送る特番。パーソナリティは半田健人、進行役にTOKYO FM古賀涼子アナウンサーで、ゲストとして刈谷勇が出演。実際は安部礼司色の弱い内容だが、「IMATSUBO」＝「今ツボ」自体はこの番組から生まれた言葉である。
- 2015年3月30日〜 2016年3月31日　月 - 木 18:57 - 18:59（「Skyrocket Company」直後） 平日、安部礼司
ちょうど仕事を終えたばかりの安部と刈谷が神保町で話し込んでいるさまを描くミニドラマ。

### くりすまスペシャル
- 2007年12月24日 11:30 - 19:00 あ、安部礼司 -BEYOND THE AVERAGE- 電リク!今ツボだらけのくりすまスペシャル!
東京地区のみ、7時間半の生放送番組となり、安部、倉橋、刈谷、大場、飯野らが登場。他に進行役としてTOKYO FMの高柳恭子アナウンサー（刈谷の学生時代の元カノという設定だった）、ゲストに森口博子らが出演したほか、飯野役の市川が日産・キューブ「飯野平太号」に乗って都内をレポートした。17:00からは渋谷スペイン坂スタジオで安部・倉橋・刈谷・高柳によるシルエットのみの公開生放送（飯野役の市川、大場役の増田、ナレーターの五十嵐はリスナーの前に登場し、大歓声を受けた）を行った。その際、飯野・大場から来場者に「大日本ジェネラル株式会社 安部礼司」の名刺が配られたが、500枚用意した名刺が途中でなくなってしまう（安部役の小林のブログより）ほどリスナーが集まり、番組の人気の高さを証明するものとなった。なお、この他1時間おきに岩月加奈による日産のCMがオンエアされた（加奈はスペイン坂にまで行った設定になっており、途中で刈谷と電話で話している）。
ドラマ本編も12月23日、24日と2日連続による特別版となった。こちらは通常通りの37局ネットだった。ただし、24日放送分は基本放送時間は15:00〜15:55だが、局により放送時間が違っていた。
- 2008年12月23日 11:30 - 19:00 あ、安部礼司 -BEYOND THE AVERAGE- 電リク!今ツボだらけのくりすまスペシャル!
2007年同様、東京地区のみ、7時間半の生放送番組となり、安部、倉橋、刈谷、大場、飯野らが登場。進行役はTOKYO FMの古賀涼子アナウンサーが務めた。また、飯野役の市川が日産・GT-R「サトミ命号」に乗って都内をレポートした。13:00からは3時間ドラマ「安部礼司 The Movie」を放送。17:00からは渋谷スペイン坂スタジオでシルエットのみの公開生放送を行った。その際、N-LINKとのコラボレーション企画「安部家のクルマ大作戦」の結果発表（1位は日産・キューブ）の他、安部礼司の名刺配布、安部家の押入れ展示なども行われた。

ドラマ本編も特別版の後編（12月21日が前編）を放送。こちらは通常通りの37局ネットだった。ただし、23日放送分は基本放送時間は16:00〜16:55だが、局により放送時間が違っていた。
- 2009年12月23日 11:30 - 14:55 安部礼司の踊るクリスマス in YOKOHAMA
例年とは違ってはいたものの、東京地区のみ、3時間半の生放送番組となり、安部、倉橋、刈谷、大場、飯野カナらが登場。会場は横浜の日産グローバル本社ギャラリー。ただし、「公開『でも目線だけはシークレット』生放送」状態で放送された。
また、恒例のドラマは「あ、安部礼司クリスマススペシャルドラマ『踊るクリスマス!』」が放送された。こちらは通常通りの37局ネット。ただし、基本放送時間は14:00〜14:55だが、同時ネットは愛知・青森・福島・滋賀・兵庫・佐賀・長崎。そのほかの局は放送時間が違っていた。

### 安部礼司 The Movie
- 2008年12月23日のクリスマススペシャル内で関東地区のみで放送後、2009年9月13日・20日に、ディレクターズカット版が前後編に分けて放送された。
- 法事のため東京に来ていた安部少年と地元の子供たちとのある夏の一日（1983年）と、「ご当地ナビ」の商標権をめぐる騒動（2007年）が交差しながら進む。

## 番組イベント

### ウェディングパーティー 〜本気でオンリー優
- 2009年3月8日に渋谷CCレモンホールで開催され、その模様は3月15日の放送（第155回）でダイジェストで流された。
- EPO、槇原敬之（ビデオレター出演）、渡辺美里がそれぞれ2曲ずつ歌った。
- 過去に出演したデーモン小暮閣下、森口博子、石井竜也、ルー大柴、平原綾香からお祝いメッセージが寄せられた。
- 岩月加奈、飯野カナ、神尾結衣子の3人が「シュガーレス」として登場し、「ウエディング・ベル」の替え歌を披露した。
- N社の久留間から番組続行（シーズン4突入）が発表された。

### 放送300回突破記念大博覧会 「あべ博」
- 2012年2月5日に日産自動車グローバル本社ギャラリーで開催され、その模様は翌週2月12日の放送（第305回）でダイジェストで流された。
- シーズン6のレギュラー・出演陣に加え、南総サトミ役の寺崎、西久美子役の仲村、岩月加奈役の小関、大場ケイコ役の伊藤ら旧シーズンの出演者、スペシャルゲストの渡辺美里も登場。番組史上最大級のイベントとなった。
- 延べ入場者数23,000人は日産自動車グローバル本社ギャラリー開設以降最多の動員数。
- 番組イベントとしては初めていわゆる「目線あり」（サングラスのレンズの色を透明にして）のスタイルで実施された。

### あべフェス2013
- 2013年1月12日、13日の2日間に渡り日産自動車グローバル本社ギャラリーで開催[32]。
- 1日目、12日のメインイベントは、安部がプロデュースした、参加型謎解きイベント
- 2日目、13日のテーマは「大人」。"もう一度、大人になる事をあらためて誓う" という意味をこめて、「大人の成人式」を開催。

### 放送400回突破記念大感謝祭 「安部魂（あべコン）」
- 2013年12月22日に日産自動車グローバル本社ギャラリーにて開催。
- メインイベントとしてホールではチーム安部礼司が岩手県釜石市の臨時災害FM「かまいしさいがいエフエム」とタッグを組み「世界で一番長い生ラジオドラマ」のギネス世界記録に挑戦し、ギネスワールドレコーズ社より 8時間23分31秒 という記録で、ギネス世界記録の認定を受けている。しかし前例が無い部門であり[33]、次年度のレコードブックには項目が設けられなかった。

### あべキュン♥
- 正式には「あべキュン♥ -安部礼司9年目の99（キュンキュン）」。
- 2014年12月21日に日産自動車グローバル本社ギャラリーにて開催[34]。

タイトルには「刈谷が安部を呼ぶ時の呼び名（安部きゅん）」「安部礼司番組開始9年目＝あべ9」「リスナーと安部ファミリーでキュンキュンしたい」の意味合いが込められており、99個の「キュンキュンイベント」や展示が行われた。
- 当日は3回にわたって生ドラマを展開し、17時からは全国ネットによる公開生ラジオドラマを行った。この時間帯は抽選で選ばれたホールエリアでドラマが進行され、その様子がメインステージのスクリーンに映された。
  - ゲストは平松愛理、カズン、寺田恵子 from SHOW-YA、SUITE VOICE。司会進行はフリーアナウンサーの加藤裕[34]。
  - 12月7日に安部夫妻の間に誕生した第二子の名前が発表された。
  - 最後にチーム安部礼司とリスナーが"The average man keeps walking."を大合唱する中、刈谷役の杉崎によって総入場者数29,924人で、日産グローバル本社ギャラリー1日当たりの入場者数の最高記録を更新したことが発表された[34]。

### ABE-GIG in日本武道館　〜10年に1度の大家族会議〜
- 2015年10月2日に日本武道館にて開催。
- 番組としては初の有料観覧形式のイベントであった。
  - ゲストは渡辺美里、サンプラザ中野くん、平原綾香、金子隆博 from 米米CLUB、緒方恵美、千葉雄大、橋本奈々未（乃木坂46）。

### 安部礼司フェスティバル2017〜飯野とサトミのウェディングパーティー〜
- 2017年1月22日、日産自動車グローバル本社ギャラリーにて開催
- 前述の「ABE-GIG」（アベギグ）で無事プロポーズを成功させた飯野とサトミの結婚式・披露宴。17時からは公開生放送を行った。
  - ゲストは渡辺美里、ゴスペラーズ。
  - 安部礼司フェスティバル2017〜飯野とサトミのウェディングパーティー〜

### あべフェス2018〜開局! FM AVERAGE〜
- 2018年1月28日、日産自動車グローバル本社ギャラリーにて開催
  - ゲストは宮田和弥（JUN SKY WALKER(S)）。
  - FM AVERAGEへのサポートとしてスペシャルウィークなどで共演したこともある『クロノス』の高橋万里恵[注釈 16]を迎え、オリジナルラジオドラマなどの合間で出演した。
  - あべフェス2018〜開局! FM AVERAGE〜

### チーム安部礼司のコラボツアー2018 in 横浜
- 2018年9月2日、日産グローバル本社ギャラリーにて開催。
  - ゲストは大澤誉志幸、筧美和子。
  - 生ラジオドラマがメインホールにて14時と16時の2回（両方とも同一内容）行われ、大澤による弾き語りライブが披露された。
  - 例年のイベントとは異なり、生放送や収録放送は行われなかった。

### あべ☆EXPO 2019
- 2019年1月27日、日産グローバル本社ギャラリーにて開催。
  - ゲストは東雲めぐ（Vtuber）、NOKKO（レベッカ）、司会進行は浜崎美保。
  - 『ラジオドラマと未来のテクノロジーの融合』をコンセプトにVRゴーグルでの世界体験、立体音響のラジオドラマ、AIスピーカー「i-Garaxy(イギャラクシー)」との会話体験イベントが行われ、17時から公開生放送、18時からはNOKKOのライブが披露された。
  - あべ☆EXPO 2019

### チーム安部礼司　秋の神田神保町から生放送やっちゃいまスペシャル！in 共立講堂
- 2019年10月27日、共立女子大学共立講堂にて開催。

### 安部礼司フェスティバル2020 安部四輪
- 2020年2月9日、日産グローバル本社ギャラリーにて開催。
  - ゲストはクレイジーケンバンド、飯田里穂、司会進行は吉田明世。
  - 安部礼司フェスティバル2020 安部四輪

### オンラインフェス 2020「ABE Tube」
- 2020年12月6日、Youtube LiveとLINE LIVEにて16時～19時配信。
  - 番組初のオンラインイベントとして開催。
  - ゲストは辛島美登里、SUITE VOICE。
  - 16時台は男性キャスト陣による「オンラインわくわく男子会」として神保町の喫茶店『さぼうる』から配信。17時台は女性キャスト陣による「オンラインキラキラ女子会」、18時台は生ラジオドラマと辛島による『サイレント・イヴ』の演奏が生中継された[35]（17時台以降はTOKYO FMホールから配信）。
  - Youtube LiveとLINE LIVEの両方合わせた累計視聴者数は約8万[35]。
  - オンラインフェス 2020「ABE Tube」

### ABE Tube 2022
- 2022年1月9日16時～19時に、Youtube LIVEとLINE LIVEのTOKYO FM公式チャンネルにて配信。
  - ゲストは真心ブラザーズ[36]、まなまる。
  - ABE Tube 2022

### ABE Tube 2023 ～未来のサラリーマン～
- 2023年1月8日16時～19時に、Youtube LIVEとLINE LIVEのTOKYO FM公式チャンネルにて配信。
  - ゲストは田島貴男（Original Love）、まなまる[37]。
  - ABE Tube 2023
  - リスナープレゼントとしてNFT番組キャラクター名刺が配布された。
  - 18時台の様子は同年3月31日までYoutubeにてアーカイブ配信された。

### TOKYO FM リスナー感謝祭
- 2023年10月22日16時45分から、LINE CUBE SHIBUYAで開催された同イベント内で公開生放送を実施。
  - 同所でのイベント開催は15年ぶりとなり、生ラジオドラマとリスナーからのメール読み上げが行われた[38]。
- 2024年10月20日17時から、前年に続きLINE CUBE SHIBUYAで開催された同イベント内で生ラジオドラマが行われた[39]。
  - TOKYO FM リスナー感謝祭 渋谷音楽祭

### 安部ファミリーの地方出張
主人公の安部礼司を中心に、ネットされている地方局の番組へ「出張のついで」にゲスト出演する形で公開録音が開催されることが多かったが、2018年のリニューアル以降、イベントの様子が番組内で放送されることがなくなった。
| 出張日          | 出張先               | 会場                                                           | 出演者                                                                   | 備考 |
| --------------- | -------------------- | -------------------------------------------------------------- | ------------------------------------------------------------------------ | --- |
| 2009年6月16日   | 石川県金沢市         | 金沢工業大学ほか                                               | 刈谷勇                                                                   | HELLO FIVEのイベントにてKIT・放送大学石川学習センターオープンキャンパス他金沢市内で収録した。                                                                       |
| 2009年8月14日   | 徳島県徳島市         | 徳島クレメントプラザ                                           | 安部礼司、安部優                                                         | FM徳島のイベントで収録した。 |
| 2010年2月7日    | 岩手県八幡平市       | 安比高原                                                       | 安部礼司、刈谷勇                                                         | FM岩手のイベントで収録した。 |
| 2010年6月5日    | 静岡県静岡市         | 静岡駅ビルパルシェ                                             | 安部礼司、飯野平太                                                       | K-MIXの番組「K-MIX WEEKEND ヤッホー!!」の公開生放送で収録した。 |
| 2010年7月19日   | 福岡県福岡市         | 天神イムズ                                                     | 安部礼司、刈谷勇、 大場嘉門                                              | FM FUKUOKAのイベントで収録した。 |
| 2011年2月20日   | 新潟県南魚沼郡湯沢町 | 苗場プリンスホテル                                             | 安部礼司、刈谷勇、姫川皐月                                               | FM-NIIGATAのイベントで収録した。 |
| 2011年3月12日   | 熊本県阿蘇市         | はな阿蘇美                                                     | 安部礼司、安部優、飯野平太                                               | FMK エフエム・クマモトのイベントで収録予定だったが、前日に発生した東日本大震災による事態を考慮し休止となる                                                          |
| 2012年3月10日   | 岩手県釜石市         | シープラザ遊（ゆう）                                           | 安部礼司、安部優、刈谷勇、飯野平太                                       | 当時の模様はFM岩手ローカルで3月17日に放送されたが、機材トラブルでradikoでは流れず3月24日に再度放送された。翌11日はFM岩手釜石支局より生放送された。                  |
| 2013年1月27日   | 北海道札幌市         | 札幌日産ギャラリー                                             | 刈谷勇、姫川皐月                                                         | AIR-G'のイベントで収録した。 |
| 2013年3月10日   | 岩手県遠野市         | 遠野市民センター                                               | 安部札司、安部優、飯野平太、刈谷勇、五十嵐明                             | FM岩手のイベントとして開催。前半はFM岩手ローカルで収録し、後半は全国37局ネットにて生放送した。                                                                      |
| 2013年7月28日   | 熊本県山鹿市         | 八千代座                                                       | 安部礼司、刈谷勇、飯野平太、五十嵐明、南総サトミ                         | FMK エフエム・クマモトのイベントで収録した。夜の部の1時間はパブリックリズニングを実施した。                                                                         |
| 2014年8月3日    | 岐阜県多治見市       | 多治見市文化会館                                               | 安部礼司、安部優、飯野平太、刈谷勇、大場嘉門、姫川皐月                   | Radio80のイベントとして開催。前半はRadio80ローカルで収録し、後半は全国37局ネットにて生放送した。                                                                    |
| 2014年9月15日   | 青森県青森市         | 三内丸山遺跡                                                   | 安部礼司、安部優、刈谷勇、飯野平太、姫川皐月                             | FM青森のイベントで収録した。 |
| 2014年10月13日  | 福島県郡山市         | ビッグパレットふくしま                                         | 刈谷勇、飯野平太、姫川皐月、鞠谷アンジュ                                 | ふくしまFMのイベントで収録した。 |
| 2015年3月14日   | 栃木県日光市         | 日光物産・グルメ市特設ステージ                                 | 安部礼司、刈谷勇、飯野平太、姫川皐月、鞠谷アンジュ                       | RADIOBERRYのイベントで収録した。 |
| 2015年5月9日    | 新潟県長岡市         | アオーレ長岡                                                   | 安部礼司、刈谷勇、飯野平太、鞠谷アンジュ                                 | FM-NIIGATAのイベントで収録した。 |
| 2015年8月8日    | 宮城県仙台市         | 仙台七夕まつり特設ステージ                                     | 刈谷勇、飯野平太、大場嘉門、姫川皐月、鞠谷アンジュ                       | Date FMのイベントで収録した。 |
| 2016年9月17日   | 北海道札幌市         | 大通スペシャルウィーク特設ステージ                             | 安部礼司、安部優、刈谷勇、飯野平太、姫川皐月                             | AIR-G'のイベントで収録した。 |
| 2016年9月19日   | 福岡県大牟田市       | イオンモール大牟田                                             | 安部礼司、安部優、飯野平太、大場嘉門、鞠谷アンジュ                       | FM FUKUOKAのイベントで収録した。 |
| 2016年9月25日   | 大阪府泉佐野市       | りんくうプレミアム・アウトレット                               | 安部礼司、安部優、刈谷勇、飯野平太、五十嵐明                             | FM OSAKAのイベントで収録した。 |
| 2016年12月11日  | 宮城県               | 宮城県内某所                                                   | 安部礼司、安部優、飯野平太、刈谷勇、大場嘉門、五十嵐明                   | Date FMのイベントで収録した。 |
| 2016年12月18日  | 三重県桑名市         | 三井アウトレットパーク ジャズドリーム長島                      | 安部礼司、安部優、姫川皐月、鞠谷アンジュ、南総サトミ                     | @FMのイベントで収録した。 |
| 2017年7月22日   | 長崎県長崎市         | 長崎駅改札外コンコースかもめ広場特設ステージ                   | 安部礼司、安部優、刈谷勇、飯野平太、鞠谷アンジュ                         | FM Nagasakiのイベントで収録した。 |
| 2017年10月28日  | 山形県山形市         | 蔵王体育館                                                     | 安部礼司、安部優、刈谷勇、大場嘉門                                       | Rhythm Stationのイベントで収録した。 |
| 2017年 12月16日 | 岡山県倉敷市         | アリオ倉敷                                                     | 安部礼司、安部優、飯野平太、刈谷勇                                       | FM OKAYAMAのイベントで収録した。 |
| 2018年 8月5日   | 富山県黒部市         | 宮野運動公園「ホットフィールド2018」                           | 安部礼司、安部優、飯野平太、大場嘉門、五十嵐明、フジファブリック         | リニューアル後初のイベント。 FMとやまのイベントとして開催。 |
| 2018年 10月7日  | 鹿児島県鹿児島市     | 桜島溶岩広場「THE GREAT SATSUMANIAN HESTIVAL 2018」            | 安部礼司、安部優、飯野平太、姫川皐月、Caravan                            | μFMのイベントとして開催。 |
| 2018年12月9日   | 佐賀県佐賀市         | 佐賀県立図書館「こころざしの森」                               | 安部礼司、安部優、安部永太、安部蘭、鞠谷アンジュ、DJ YUYA                | FMSのイベントとして開催。 |
| 2019年8月12日   | 北海道札幌市         | 札幌ドーム「環境広場さっぽろ2019」                             | 安部礼司、安部優、飯野平太、大場嘉門、姫川皐月、北川久仁子               | AIR-G'のイベントとして開催。 |
| 2019年9月23日   | 宮崎県宮崎市         | イオンモール宮崎                                               | 安部礼司、安部優、飯野平太、大場嘉門、五十嵐明、奥山真帆                 | JOY-FMのイベントとして開催。 当初は宮崎ぎょうざ祭り内のイベントで開催される予定であったが、天候不良のためぎょうざ祭りが順延され、番組単独イベントとして開催された。 |
| 2023年7月16日   | 兵庫県神戸市         | メリケンパーク「Kobe Love Port・みなとまつり」                 | 安部礼司、安部優、出向旺次郎、重山つら美、五十嵐明、松田礼那             | Kiss FM KOBEのイベントとして開催。 イベント終了後、当日の内容をポッドキャストにて配信。                                                                             |
| 2023年11月19日  | 宮崎県宮崎市         | アミュプラザみやざき「ラジオのちから in アミュプラザみやざき」 | 安部礼司、飯野平太、大場嘉門、鞠谷アンジュ、雨越虹花、奥山真帆、伊賀透浩 | JOY-FMとMRTラジオの合同イベント2日目に開催。 |
| 2024年8月4日    | 鹿児島県枕崎市       | 「さつま黒潮 きばらん海 枕崎港まつり」会場特設ステージ         | 安部礼司、安部優、重山つらみ、鞠谷アンジュ、権藤進、ちゃんサネ           | エフエム鹿児島のイベントとして開催。 |
| 2024年12月15日  | 宮城県仙台市         | 勾当台公園市民広場                                             | 安部礼司、安部優、飯野平太、大場嘉門、大野マジカ・アメージング           | エフエム仙台のイベントとして開催。 |

## スタッフ
- 脚本：北阪昌人、村上大樹、マンボウやしろ、小島万由子、菊池百恵
- 協力：クリオネ、ナイロビ、ワタナベエンターテインメント、青二プロダクション、劇団青年座、東京俳優生活協同組合
- 企画・原案・総合プロデューサー：堀内貴之
- プロデューサー：高橋智彦（TOKYO FM 編成制作局番組制作部）
- 演出：勝島康一（MEGAHOUSE）、山根一森
- ナレーター：五十嵐明

五十嵐はナレーション以外にも店員やバーテンの役など、様々な場面でチョイ役として登場している。五十嵐が出演しない回は他の出演者がオープニングのナレーションを読み上げる。

## メディアミックス・コラボレーション
番組の人気を反映して、様々なメディアミックスあるいはコラボレーション企画が展開されている。
テレビドラマ「アベレイジ」
この番組を原案にし、さまざまな世の中の「平均」エピソードを短編で綴るオムニバスドラマ。安部礼司役は劇団ひとりで、ほかに笑福亭鶴瓶らが出演。また、小林高鹿ともたい陽子が声のみで出演した。
- アベレイジ - 2008年3月28日放送、フジテレビ（関東のみ、その後一部地方で追加放送）
- アベレイジ2 - 2008年10月11日放送、フジテレビ

漫画版
コミカライズ版がしりあがり寿作画でフリーペーパー式の漫画雑誌『コミック・ガンボ』に連載された、全10回。
2022年4月24日から2024年2月25日にかけて青木U平による『あ、安部礼司です。』がウェブコミック配信サイト『PASH UP!』にて配信。全19話（単行本全3巻）。
雑誌とのコラボレーション
雑誌『メンズキッチン』（KKベストセラーズ）にコラボレーション企画「きわめて平均的なナイス30'sのサラリーマンは今夜も『手作り弁当』の夢をみる…」が連載されている。
リスナー参加企画
以下のようなリスナー参加企画が展開された。
- ご当地情報の募集
  - 1stシーズン最終回にて、ご当地NAVIは一旦納品されたが、募集は引き続き行われているようである。投稿者から抽選で番組特製オリジナルポストイット（公式HPではこれを「貼っ!といてGOOD!」と表記されている）がプレゼントされる。
- 日産・オッティCMの替え歌募集
  - 替え歌を番組の登場人物が歌うというタイアップCMが番組中にいくつか放送された。
- リスナーの失敗談

日産N-LINKとのコラボレーション企画
番組スポンサーでもある日産のN-LINKとのコラボレーションも試みられた。
- ご当地ドライブNAVI
  - N-LINK内で募集したご当地情報を元に安部礼司が出張し、その模様をN-LINKで公開する。第1弾は「郷土の味覚」情報。また、第83回放送時には第2弾のテーマ（関東の夜景・絶景ポイント）が発表された。さらに2007年11月23日から『安部礼司、東北1万キロカロリーの旅』では、東北の味覚を取材する安部・飯野の実写映像（安部・飯野の部分は黒く塗られている）が配信された。
- NISSAN か、刈谷勇〜ABOVE THE AVERAGE 〜愛と情熱の試験放送〜
  - WEB限定のスピンオフ番組。毎月23日（日産の日）に公開される。全6話。ゲストは第1話が安部、第2話が倉橋、第3話が飯野、第4話が大場（他に岩月加奈も登場）、第5話が南総サトミ。第6話で安部が最終回であることを告げに来た。

他番組とのコラボレーション
2010年8月29日（聴取率調査週間内）の放送は『あ、安部礼司 featuring AVANTI』と題し、TOKYO FM開局40周年企画の一つとして、土曜に放送している『サントリー・サタデー・ウェイティング・バー』とのコラボレーション企画が放送された。
前日の8月28日放送分の『AVANTI』に安部礼司と同僚の飯野・大場、そして刈谷らが訪問し、翌日の『あ、安部礼司』では、紳士（教授）・スタン・取手の3名を巻き込んだどたばた劇が放送された。予告編として8月22日の『あ、安部礼司』の最後に紳士（教授）が登場したほか、8月23日から26日の4ROOMS内で、『AVANTI』の常連・取手豪州と『あ、安部礼司』の刈谷勇の2人による“小競り合い”の様子が放送された。
2012年9月23日放送分では日曜の午後2時から放送している『山下達郎のサンデー・ソングブック』とのコラボレーション企画を放送。『サンソン』に『あ、安部礼司』の登場人物が葉書を送った設定で、山下達郎が本人役でゲスト出演した。また、『OPUS 〜ALL TIME BEST 1975-2012〜』の宣伝も兼ねており、この日の放送では全編に渡って山下の曲が選曲された。
テレビアニメ「金夜、安部礼司〜平均的サラリーマンの異常な日常〜」
この番組の1コーナーである『日本全国サラリーマン実態調査』を原案にし、2択アンケート結果を基にしたFlashアニメ。DLE制作。主演はFROGMAN、松本梨香。ナレーターはラジオドラマ内では安部礼司役として出演している小林高鹿。
テレビ東京にて2015年7月3日 - 31日まで毎週金曜 25:53 - 25:58に全5話で放送した。

## 関連商品

### 脚本集
豪華化粧箱入りの『あ、安部礼司 脚本集 SEASON1』がインターネット（Amazon限定。一般書店での購入不可）で2007年10月10日発売。約1000ページに及ぶ厚さのボリュームの本になっている。当初は2000部限定発売の予定だったが、急遽8000部まで引き上げることが決定した。しかし、それでも完売したため増刷を行い、それも完売した。更に『あ、安部礼司 脚本集 SEASON2』発売に合わせ増刷・再版が決定、Amazonに加え、TSUTAYA onlineでも取り扱う。第127回放送後に、東京ローカルの「あ、安部礼司 特番海の家より生放送!!」で、『あ、安部礼司 脚本集 SEASON2』の発売が告知される。販売方法はSEASON1同様、インターネット（Amazon及びTSUTAYA onlineで取り扱う。一般書店での購入不可）で2008年12月19日発売。
- あ、安部礼司〜BEYOND THE AVERAGE〜 脚本集 SEASON1　（TOKYO FM出版、2007年）
- あ、安部礼司〜BEYOND THE AVERAGE〜 脚本集 SEASON2　（TOKYO FM出版、2008年）
- あ、安部礼司〜BEYOND THE AVERAGE〜 脚本集 SEASON3　（TOKYO FM出版、2009年）
- あ、安部礼司〜BEYOND THE AVERAGE〜 脚本集 SEASON4　（TOKYO FM出版、2010年）
- あ、安部礼司〜BEYOND THE AVERAGE〜 脚本集 SEASON5~7（TOKYO FM出版、2013年）

### コンピレーションCD
コンピレーション・アルバムCD『あ、安部礼司スペシャル〜IMATSUBO HIGH-POSITION』が脚本集と同じ2007年10月10日に発売された。内容は80年代J-POPと安部たちによるショートストーリーがメイン。USM Japan制作、ユニバーサルミュージック発売・販売。
- あ、安部礼司スペシャル〜IMATSUBO HIGH-POSITION（ユニバーサルミュージック、2007年）
- IMATSUBO X（ユニバーサルミュージック、2009年）

### シングルCD
番組開始10周年を記念してTEAM安部礼司のシングルCD『日曜日に会おうよ』が、2016年1月10日に横浜で行われた販売会で先行販売後、2月14日に全国発売された。

## ネット局
Aラインプログラムに該当するJFN系列38局ネットで放送するため、ネット局の記載は割愛する。
全局「radiko」・「radikoプレミアム」で聴取可能。
2018年9月までFM三重のみ自社制作番組を放送していたため唯一ネットされていなかったが、同年10月7日より放送を開始した。
この他、マルチメディア放送・i-dioのTS ONEにおいて、2017年7月から2018年3月まで傑作選が放送されており、2017年7月2日には同局開局1周年記念として10時間の特番が放送された。

## 備考
- 第59回までの全選曲のうち、約85%はJ-POP、約15%は洋楽である。放送開始初期は洋楽が約40%の比率で選曲されていた。放送回によっては洋楽が集中的に選曲されることがある。安室が出演するときには、『ガンダム』の主題歌や関連曲が多く選曲されている。ジングル等で使用された曲は以下のとおり。
  - HALCALI - Twinkle Star（原曲である『荒野の七人』のテーマの使用頻度が高い）
  - capsule - Lucky Love
  - capsule - fin.
  - MEG - LOVE LETTER
  - MEG - dreamin dreamin
  - ケツメイシ - ケツメンサンバ
  - MY LITTLE LOVER - ALICE
  - 鈴木亜美 - can't stop the DISCO
- 過去には番組終了後にヒッチハイク枠として、番組関連のCM（N-Link、コンピCDなど）が計60秒流れていたが、現在は実施していない。その代わり現在はバイク王のCMがOAされている。過去にはヨコハマタイヤ、日本通運[注釈 20]のCMが流れていた。
- 特番などによる放送の休止・内容・時間変更は以下の通り。
  - 2011年3月13日…東北地方太平洋沖地震の報道特別番組を放送したために休止[注釈 21]。その代わり、翌週3月20日の放送回では出演者が生放送でドラマを展開しつつ、被災者を励ます内容であった。これに合わせ2012年以降、3月11日が日曜日にあたる日や、同日直近の週は東日本大震災に関するエピソードを放送している。
  - 2021年7月11日…当番組の前枠番組である『ももいろクローバーZのSUZUKI ハッピー・クローバー!』の放送中に、TOKYO FMを除くJFN37局でネットワーク障害によって音声が中断する放送事故が発生し、当番組でも冒頭の音声が放送されない状態が続いたため、7月15日から17日の未明にかけてJFN37局で順次再放送が行われたほか、radikoのタイムフリー機能では放送事故の影響を受けなかったTOKYO FMでの音源に差し替える対応をとった。翌週（7月18日）放送では番組冒頭で謝罪した。

## そのとき、安部礼司
「あ、安部礼司」のスペシャルポッドキャスト。安部礼司が様々なシチュエーションに遭遇する話。
花澤香菜、秋山竜次（ロバート）、きゃりーぱみゅぱみゅ、アイナ・ジ・エンド、くっきー！、ヒコロヒー、小野大輔、ミラクルひかるがゲスト出演。ポッドキャストの新シリーズで「平均的サラリーマン図鑑」「安部礼司Z」もある。